# История СССР
История государства СССР (Сою́з Сове́тских Социалисти́ческих Респу́блик) — история государства, существовавшего с 30 декабря 1922 года по 25 декабря 1991 года на территории Восточной Европы, Северной Азии, части Центральной и Восточной Азии.

## Предыстория

### Октябрьская революция
Разложение императорской России началось недавно. Ко времени революции старый режим совершенно разложился, исчерпался и выдохся. Война докончила процесс разложения. Нельзя даже сказать, что Февральская революция свергла монархию в России, монархия сама пала, её никто не защищал… Большевизм, давно подготовленный Лениным, оказался единственной силой, которая, с одной стороны, могла довершить разложение старого и, с другой стороны, организовать новое.— Бердяев Н. А. Глава VI. Русский коммунизм и революция // Истоки и смысл русского коммунизма. — Paris: YMCA Press, 1955. — С. 109,114. — 160 с.
После Февральской революции 1917 года, произошедшей в Российской империи, новое революционное Временное правительство не смогло решить задач, ни заявленных для решения (например, созыв Учредительного собрания, окончания войны, земельного передела), ни стоящих перед правительством, что привело к нарастанию политического хаоса, в результате которого партия большевиков под руководством Владимира Ленина, в союзе с левыми эсерами и анархистами низложила Временное правительство и передала власть Советам (Октябрьская революция 1917). В стране таким образом завершилось двоевластие и верховным органом власти стал Съезд Советов.
II Съезд Советов 25 октября (7 ноября) 1917 объявил о создании государства диктатуры пролетариата в форме республики Советов. В перерывах между съездами работал Всероссийский Центральный Исполнительный Комитет (ВЦИК). Председателем ВЦИК, главой советского государства стал Л. Б. Каменев, затем Я. М. Свердлов. Власть на местах передавалась местным Советам рабочих, солдатских и крестьянских депутатов.
Министерства были заменены на комиссариаты: правительством стал подотчётный ВЦИКу Совет народных комиссаров (Совнарком, СНК), осуществляя исполнительную власть. Председателем СНК РСФСР стал В. И. Ленин.
III съезд Советов 10 января 1918 г. провозгласил создание Российской Советской Федеративной Социалистической Республики (РСФСР).
Первые и главные реформы советской власти заключались, прежде всего, в прекращении войны (Декрет о мире) и в передаче помещичьих земель крестьянам (Декрет о земле).

### Гражданская война
В мае 1918 года начинается Гражданская война, в которой противники большевиков («белые» и 14 государств на стороне интервенции) сражались против «красных» в течение 1918—1922 годов. Не получив широкой поддержки, белое движение проиграло войну. Гражданская война закончилась победой РКП(б), которой удалось создать дееспособный централизованный государственный аппарат, контролировавший бо́льшую часть бывшей Российской империи.
Во время революции и Гражданской войны территории Западной Украины и Западной Белоруссии были завоёваны восстановившей свою независимость Польшей. Бессарабия была аннексирована Румынией. Карская область была завоёвана Турцией. На территориях ранее входивших в состав России княжества Финляндского, Ковенской, Виленской, Сувалкской, Лифляндской, Эстляндской и Курляндской губерний были образованы независимые государства (Финляндская Республика, Латвия, Литва, Эстония).
В ходе Октябрьской революции и Гражданской войны на территории бывшей Российской империи сформировались несколько советских республик, образованных по национальному признаку: РСФСР, УССР, БССР, ЗСФСР, Хорезмская народная советская республика, Бухарская народная советская республика, Дальневосточная республика. Во всех этих государствах у власти находились большевики, поэтому не существовало сомнений в необходимости объединения государств для борьбы с общим врагом и для более успешного построения нового общества. Более того, вскоре после образования этих республик началась их интеграция в будущее союзное государство. Уже 7 марта 1919 года украинское советское правительство приняло постановление об объединении ВСНХ РСФСР и СНХ УССР, а также о слиянии банковских систем двух республик. В июне того же года вышло постановление ВЦИК о военном союзе советских России, Белоруссии, Украины, Литвы и Латвии.

## СССР в 1922—1941 годах
В большевистской партии существовали различные точки зрения по вопросу о принципах построения единого многонационального государства.
Специально созданная Комиссия Политбюро ЦК РКП(б) выдвинула подготовленный И. В. Сталиным план объединения, предусматривавший вхождение в Россию других республик в качестве автономных. Однако В. И. Ленин подверг план автономизации резкой критике. Он считал, что советские республики должны объединиться в единый государственный союз на началах равноправия и сохранения своих суверенных прав. Каждая республика должна получить право свободного выхода из союза.

### Образование СССР
Договор об образовании СССР был согласован 29 декабря 1922 года, а уже 30 декабря 1922 года I Всесоюзный съезд Советов одобрил его. РСФСР, Украинская ССР (УССР), Белорусская ССР (БССР) и Закавказская Социалистическая Федеративная Советская Республика (ЗСФСР) объединялись в Союз Советских Социалистических Республик (СССР), каждая из республик которого формально считалась суверенным государством.
Председателем Центрального исполнительного комитета (ЦИК) СССР — формальным главой государства, был избран М. И. Калинин, Председателем СНК СССР, первым главой союзного правительства, стал В. И. Ленин. Съезд, на который собрались 2215 делегатов из четырёх республик, утвердил и Декларацию, и Договор об образовании СССР. Гимном СССР стал «Интернационал», а государственным флагом — красное знамя. Герб СССР намекал на всемирное значение Советского Союза — в его центре красовался земной шар. При этом у каждой республики имелась и собственная символика — гимн, флаг и герб.
Образование СССР стало итогом развернувшейся в начале 1920-х годов внутрипартийной борьбы по вопросу о необходимости урегулирования отношений между образовавшимися на территории бывшей Российской империи советскими государственными образованиями, в ходе которой выдвинутый Сталиным план «автономизации» подконтрольных большевикам территорий — прямого включения выделившихся за время гражданской войны формально независимых советских республик обратно в состав РСФСР на правах автономных республик Российской Федерации — был отклонён. Под давлением Ленина был принят «интернационалистский» проект, в соответствии с которым все существовавшие на тот момент основные советские республики получали формальное равноправие друг с другом.

### Борьба за власть в ВКП(б) в 1920-е годы
Все органы государственной власти в СССР контролировались коммунистической партией (до 1925 г. она называлась РКП(б), в 1925—1952 годах — ВКП(б), с 1952 г. — КПСС). Высшим органом партии являлся Съезд партии, а между съездами — Центральный комитет (ЦК). Постоянно действующими органами ЦК были Политбюро (с 1952 г. по 1966 г. — Президиум ЦК КПСС), Оргбюро (существовало в 1919—1952 гг.) и Секретариат. Наиболее важным из них было Политбюро. Его решения воспринимались как обязательные для исполнения всеми как партийными, так и государственными органами.
В связи с этим вопрос о власти в стране сводился к вопросу о контроле над Политбюро. Все члены Политбюро были формально равны, но до 1924 года наиболее авторитетным из них был В. И. Ленин, который председательствовал на заседаниях Политбюро. Однако в период с 1922 года до своей смерти в 1924 году Ленин тяжело болел и, как правило, не мог принимать участия в работе Политбюро.
В конце 1922 года Политбюро ЦК РКП(б), если не учитывать больного В. И. Ленина, состояло из 6 человек: И. В. Сталина, Л. Д. Троцкого, Г. Е. Зиновьева, Л. Б. Каменева, А. И. Рыкова и М. П. Томского. C 1922 года до декабря 1925 года на заседаниях Политбюро обычно председательствовал Л. Б. Каменев. С 1925 по 1929 год контроль над Политбюро постепенно сосредоточил в своих руках И. В. Сталин, который с 1922 до 1934 года был Генеральным секретарём ЦК партии.
Сталин, Зиновьев и Каменев организовали «тройку», основанную на противодействии Троцкому, к которому они относились отрицательно со времён гражданской войны (трения между Троцким и Сталиным начались по поводу обороны Царицына и между Троцким и Зиновьевым по поводу обороны Петрограда, Каменев практически во всем поддерживал Зиновьева). Томский, будучи лидером профсоюзов, отрицательно относился к Троцкому со времён т. н. «дискуссии о профсоюзах».
Троцкий стал сопротивляться. В октябре 1923 г. он направил письмо в ЦК и ЦКК (Центральную контрольную комиссию) с требованием усиления демократии в партии. Тогда же его сторонники направили в Политбюро т. н. «Заявление 46-ти». «Тройка» тогда показала свою мощь, главным образом используя ресурс аппарата ЦК, руководимого Сталиным (аппарат ЦК имел сильное влияние на подбор руководящих кадров местных парторганизаций, а также на выборы делегатов партийных съездов и конференций). На XIII конференции РКП(б) сторонники Троцкого были осуждены. Влияние Сталина сильно возросло.
21 января 1924 года Ленин скончался. «Тройка» объединилась с Бухариным, А. И. Рыковым, Томским и В. В. Куйбышевым, составив в Политбюро (куда включили членом Рыкова и кандидатом в члены Куйбышева) так называемую «семёрку». Позднее, на августовском пленуме 1924 г. эта «семёрка» стала даже официальным органом, хотя секретным и внеуставным.
Трудным для Сталина оказался XIII съезд РКП(б). Перед началом съезда вдова Ленина Н. К. Крупская передала «Письмо к съезду». Оно было оглашено на заседании Совета старейшин (неуставного органа, состоящего из членов ЦК и руководителей местных партийных организаций). Сталин на этом заседании впервые заявил об отставке. Каменев предложил решить вопрос голосованием. Большинство высказалось за оставление Сталина на посту генсека, против голосовали только сторонники Троцкого. Затем было проголосовано предложение, что документ должен быть оглашён на закрытых заседаниях отдельных делегаций, при этом никто не имел права делать записи и на заседаниях съезда на «Завещание» было ссылаться нельзя. Таким образом, «Письмо к съезду» даже не упоминалось в материалах съезда. Позже этот факт использовался оппозицией для критики Сталина и партии (утверждалось, что ЦК «скрыл» «завещание» Ленина). Сам Сталин (в связи с этим письмом несколько раз ставивший перед пленумом ЦК вопрос о своей отставке) эти обвинения отвергал. Впервые письмо было оглашено Н. С. Хрущёвым на XX съезде КПСС в 1956.
Спустя всего две недели после съезда, где будущие жертвы Сталина Зиновьев и Каменев употребили всё своё влияние, чтобы оставить его на посту, Сталин открыл огонь по своим же союзникам. Сначала он воспользовался опечаткой («нэпмановская» вместо «нэповская») в цитате из Ленина у Каменева:

…читал в газете доклад одного из товарищей на XIII съезде (кажется Каменева), где чёрным по белому написано, что очередным лозунгом нашей партии является будто бы превращение «России нэпмановской» в Россию социалистическую. Причём, — что ещё хуже, — этот странный лозунг приписывается не кому иному, как самому Ленину
В том же докладе Сталин обвинил Зиновьева, не называя его имени, в принципе «диктатуры партии», выдвинутом ещё на XII съезде, причём этот тезис был зафиксирован в резолюции съезда и сам Сталин голосовал за него. Основными союзниками Сталина в «семёрке» становились Бухарин и Рыков.
Новый раскол обозначился в Политбюро в октябре 1925, когда Зиновьев, Каменев, Г. Я. Сокольников и Крупская представили документ, критиковавший линию партии с «левой» точки зрения. (Зиновьев руководил ленинградскими коммунистами, Каменев московскими, а среди рабочего класса больших городов, жившего хуже, чем до первой мировой войны, было сильное недовольство низкой зарплатой и ростом цен на с/х продукцию, что приводило к требованию нажима на крестьянство и особенно на кулачество). «Семёрка» распалась. В тот момент Сталин стал объединяться с «правыми» Бухариным-Рыковым-Томским, выражавшими интересы прежде всего крестьянства. В начавшейся внутрипартийной борьбе между «правыми» и «левыми» он предоставлял им силы партийного аппарата, они же (именно Бухарин) выступали в качестве теоретиков.
«Новая оппозиция» Зиновьева и Каменева была осуждена на XIV съезде.
К тому времени возникла теория победы социализма в одной стране. Этот взгляд развивали Сталин в брошюре «К вопросам ленинизма» (1926) и Бухарин. Они разделили вопрос о победе социализма на две части — вопрос о полной победе социализма, то есть о возможности построения социализма и полной невозможности реставрации капитализма внутренними силами, и вопрос об окончательной победе, то есть невозможности реставрации благодаря вмешательству западных держав, что было бы исключено только путём установления революции на Западе.
Троцкий, не верящий в социализм в одной стране, присоединился к Зиновьеву и Каменеву. Создалась т. н. «Объединённая оппозиция». Она была окончательно разгромлена после устроенной сторонниками Троцкого демонстрации 7 ноября 1927 года в Ленинграде.

### Внешняя политика СССР в 1920-е годы
С образованием молодого советского государства перед советским правительством стояла задача по подписанию мирных договоров с Германией и другими странами; получение международного дипломатического признания. К моменту создания СССР в декабре 1922 года, были заключены Московский договор (1921) и Рапалльский договор (1922) — произошёл прорыв международной дипломатической изоляции СССР, завершены военные действия с добившимися независимости западными соседями: Польшей, Литвой, Латвией, Эстонией, Финляндией. Сохранялся территориальный спор с Румынией из-за Бессарабии.
В феврале 1922 года советское правительство поддерживало официальные отношения с 11 государствами — Германией, Великобританией, Турцией, Ираном, Афганистаном, Монголией, Финляндией, Эстонией, Латвией, Литвой и Польшей. К середине 1920-х годов большинство ведущих стран мира признали СССР. В мае 1924 года были установлены дипломатические отношения с Китаем, Китайско-Восточная железная дорога (КВЖД) была объявлена совместным предприятием СССР и Китая. В начале 1925 года были возобновлены дипломатические отношения с Японией, японские войска были выведены с севера Сахалина. На Сахалине японским компаниям были предоставлены концессии, в частности, на эксплуатацию 50 % площади нефтяных месторождений.
В конце 1925 года из-за острова Урта-Тагай на пограничной реке Пяндж произошёл советско-афганский вооружённый конфликт. Остров был захвачен советскими войсками, но затем был оставлен и признан за Афганистаном.
В мае 1927 года полиция Великобритании провела обыск в англо-советском кооперативном обществе АРКОС, который подтвердил подозрения в шпионской и антигосударственной деятельности этой организации против Англии в пользу СССР, после чего Великобритания разорвала дипломатические отношения с СССР, население СССР ожидало скорого начала войны. Непосредственной причиной военно-дипломатического кризиса между СССР и Великобританией стали революционные события в Китае и их поддержка со стороны СССР, что вызвало жёсткую реакцию Великобритании, которая начала утрачивать свои колониальные позиции в Китае.
В 1929 году советско-британские дипломатические отношения были восстановлены.

#### Коминтерн и угроза мировой революции
Создав в 1919 году Третий Интернационал (Коминтерн), международную организацию полностью финансируемую руководством СССР, РКП (б) поставила задачу распространения идей революционного интернационального социализма, в противовес реформистскому социализму Второго интернационала, окончательный разрыв с которым был вызван различием позиций относительно Первой мировой войны и Октябрьской революции в России. Эту работу часть руководства партии считала борьбой за мировую революцию и в ней были задействованы советские полпредства, торговые фирмы, туристические бюро, научные институты, на что тратились значительные финансовые ресурсы (только на германский коммунистический путч 1923 года было выделено 300 млн золотых рублей).
В предвоенные годы Советский Союз своей активной внешней международной деятельностью, закреплённой официально в государственной символике страны, поставил своей целью на деле осуществить свою всемирно-историческую миссию по подготовке силового революционного преобразования всего мирового сообщества на принципах коммунизма. Через свои многочисленные ячейки и филиалы в виде всевозможных зарубежных коммунистических партий, а также близкие по убеждениям общественные организации — КИМ, МОПР, различные антифашистские объединения и пр., Коминтерн (полностью управляемый и финансируемый советским правительством и партийным руководством СССР) готовил мировую пролетарскую революцию. Гимном Коминтерна была песня: «Наш лозунг — Всемирный Советский Союз!».
Поддержка коммунистических движений вылилась в попытки переворотов в соседних с СССР странах (путч в сентябре 1923 в Болгарии, путч в октябре 1923 в Германии, путч в Эстонии в 1924-м). В апреле 1925 коммунисты взорвали Собор Святой Недели в Болгарии (царь Борис III выжил). Активное военно-политическое вмешательство СССР в Китае руками китайских коммунистов наносило ущерб британским экономическим интересам в этой стране и вело к превращению Китая в коммунистическое государство. Затратным акциям за границей предшествовало масштабное (в рамках всей страны) изъятие церковных ценностей, осуществлённое в 1922 году якобы для закупки продовольствия голодающим.

### Новая экономическая политика СССР
В 1921—1929 годах руководство СССР осуществляло Новую Экономическую Политику (НЭП), экономика стала многоукладной. После смерти Ленина обострилась внутриполитическая борьба.
С переходом к НЭПу был дан импульс развитию предпринимательства. Однако свобода предпринимательства допускалась лишь до известной степени. В промышленности частные предприниматели в основном ограничивались производством товаров широкого потребления, добычей и переработкой некоторых видов сырья, изготовлением простейших орудий труда; в торговле — посредничеством между мелкими товаропроизводителями и реализацией товаров частной промышленности; на транспорте — организацией местных перевозок мелких партий груза.
В 1924/1925 хозяйственном году налоги поглощали от 35 до 52 % всего дохода частников. Средних и крупных частных промышленных предприятий в первые годы НЭПа было мало. В 1923/1924 г. в составе всей цензовой промышленности (то есть промышленных предприятий с числом рабочих не менее 16 при наличии механического двигателя и не менее 30 — без двигателя) частные предприятия давали всего 4,3 % продукции.
Подавляющую часть населения страны составляли крестьяне. Они страдали от диспропорций в соотношении регулируемых государством цен на промышленные и сельскохозяйственные товары («ножницы цен»). Крестьяне, несмотря на большую нужду в товарах промышленного производства, не могли их приобретать из-за слишком высоких цен. Так, до войны крестьянин, чтобы оплатить стоимость плуга, должен был продать 6 пудов пшеницы, а в 1923 г. — 24 пуда; стоимость сенокосилки за тот же период возросла со 125 пудов зерна до 544. В 1923 году из-за снижения заготовительных цен на важнейшие зерновые культуры и чрезмерного повышения отпускных цен на промышленные товары возникли трудности со сбытом промышленных товаров.
К февралю 1924 года стало ясно, что крестьяне сдавать хлеб государству за совзнаки отказываются. 2 февраля 1924 г. II Съезд Советов СССР постановил ввести в обращение устойчивую валюту общесоюзного образца. Декрет ЦИК и СНК СССР от 5 февраля 1924 г. объявил о выпуске государственных казначейских билетов СССР. С 14 февраля 1924 г. было прекращено печатание совзнаков, а с 25 марта — выпуск их в обращение.
Благодаря НЭПу к 1925 году удалось восстановить народное хозяйство, разрушенное Первой мировой и Гражданской войнами; а к 1928 году — значительно превысить экономические показатели 1913 года. Существенно повысился уровень жизни людей. Выросло качество питания. К примеру, если до революции 1917 года в крестьянской семье на едока приходилось около 16 кг мяса в год, то в 1926 году — уже 30—32 кг мяса. Завоеванием трудящихся стало сокращение продолжительности рабочего дня и развитие системы социальных гарантий:
До 1917 г. средняя продолжительность рабочей недели в целом по промышленности равнялась почти 60 ч (10 ч в день). В 1925/26 г. продолжительность рабочего дня промышленных рабочих составляла 7,4 ч. Все рабочие и служащие имели право на ежегодный очередной отпуск не менее двух недель. К 1923 г. в СССР сложилась система социального страхования на случай временной потери трудоспособности вследствие болезни и увечья, беременности и родов, ухода за больным членом семьи и т. д. Система соцстраха в СССР являлась по тому времени самой прогрессивной в мире.

### Культурная революция в СССР
Культурная революция в СССР являлась комплексом мероприятий, направленных на коренную перестройку культурной и идеологической жизни советского общества. С 1930 года было введено всеобщее бесплатное и обязательное начальное школьное образование. К концу 1930-х годов удалось достичь значительных успехов в борьбе с неграмотностью: согласно переписи 1939 года процент грамотного населения составил 87,4 %. Также активно развивалось среднетехническое и высшее образование — увеличивалось число обучавшихся в них (за 1928—1937 годы в вузах и техникумах страны было подготовлено около 2 млн специалистов), расширялась сеть научно-исследовательских институтов.
Согласно постановлению СНК СССР, с 1 сентября 1940 года вводилось платное обучение в 8—10-х классах средних школ, в техникумах, педагогических училищах, сельскохозяйственных и других специальных средних заведениях, а также в высших учебных заведениях, которое было отменено в 1956 году. Для учащихся 8—10-х классов средних школ, техникумов, педагогических училищ, сельскохозяйственных и других специальных средних заведений плата за обучение составляла от 150 до 200 рублей в год. Обучение в высших учебных заведениях стоило от 300 до 500 рублей в год. За несвоевременную оплату учёбы студенты и школьники отчислялись из учебных заведений. В годы Великой Отечественной войны плата за обучение не отменялась, лишь облегчалась отдельным категориям населения.

### Индустриализация в СССР
XIV съезд ВКП(б) в конце 1925 года провозгласил курс на индустриализацию страны. С 1926 года в СССР начинают разрабатываться варианты первого пятилетнего плана. Народный комиссар финансов СССР Г. Я. Сокольников и другие специалисты его ведомства (с которыми сходились во мнении экономисты Н. Д. Кондратьев и Н. П. Макаров) считали, что главнейшей задачей является развитие сельского хозяйства до самого высокого уровня. По их мнению, только на базе окрепшего и поднявшегося до «зажиточности» сельского хозяйства, способного вдоволь накормить население, могут появиться условия для расширения промышленности.
Один из планов, разработанный специалистами Госплана СССР, предусматривал развитие всех отраслей, производящих предметы широкого потребления, включая те средства производства, потребность в которых носила массовый характер. Экономисты этого направления доказывали, что всюду в мире интенсивное промышленное развитие начиналось именно с этих отраслей.
Индустриализация, которая в силу очевидной необходимости была начата с создания базовых отраслей тяжёлой промышленности, не могла ещё обеспечить рынок нужными для села товарами. Снабжение города через нормальный товарообмен нарушилось, продналог был заменён на денежный в 1924 году. Возник заколдованный круг: для восстановления баланса нужно было ускорить индустриализацию, для этого требовалось увеличить приток из села продовольствия, продуктов экспорта и рабочей силы, а для этого было нужно увеличить производство хлеба, повысить его товарность, создать на селе потребность в продукции тяжёлой промышленности (машинах). Ситуация осложнялась уничтожением в ходе революции основы товарного производства хлеба в дореволюционной России — крупных помещичьих хозяйств, и необходим был проект создания чего-либо, их заменяющего.
Продолженная Сталиным политика индустриализации требовала больших средств и оборудования, получаемых от экспорта пшеницы и других товаров за рубеж. Для колхозов были установлены большие планы сдачи сельскохозяйственной продукции государству. Резкое падение уровня жизни крестьян и голод 1932—1933 гг., унёсшего жизни около 3 млн человек, стали следствием этих хлебозаготовительных кампаний. Дополнительные средства на индустриализацию были получены через сеть магазинов Торгсин, которые открылись для советских граждан в 1931 году и где они могли купить продукты исключительно за золото, серебро и валюту. Именно Торгсин сыграл решающую роль в изъятии ценностей у граждан в голод 1932-33 годов.
Кардинальный вопрос — выбор способа индустриализации. Дискуссия об этом протекала трудно и долго, и её исход предопределял характер государства и общества. Не имея, в отличие от России начала века, иностранных кредитов как важного источника средств, СССР мог вести индустриализацию лишь за счёт внутренних ресурсов. Влиятельная группа (член Политбюро Н. И. Бухарин, председатель Совнаркома А. И. Рыков и председатель ВЦСПС М. П. Томский) отстаивали «щадящий» вариант постепенного накопления средств через продолжение НЭПа. Л. Д. Троцкий — форсированный вариант. И. В. Сталин поначалу стоял на точке зрения Бухарина, однако после исключения Троцкого из ЦК партии в конце 1927 г. поменял свою позицию на диаметрально противоположную. Это привело к решающей победе сторонников форсированной индустриализации.
За 1928—1940 годы, по оценкам ЦРУ, среднегодовой рост валового национального продукта в СССР составил 6,1 %, что уступало Японии, было сравнимо с соответствующим показателем в Германии и было существенно выше роста в наиболее развитых капиталистических странах, переживавших «Великую депрессию». По расчётам, представленным А. С. Барсенковым, ВВП СССР в первую и вторую пятилетки рос по 14—15 % в год. По расчётам В. А. Мельянцева, среднегодовой темп прироста советского подушевого ВВП за 1928—1940 гг. составил 4,5—4,7 %, догнав или почти догнав страны Запада в отдельных областях экономики благодаря огромным усилиям и немалым жертвам. В результате индустриализации по объёму промышленного производства СССР вышел на первое место в Европе и на второе — в мире, обогнав Англию, Германию, Францию и уступая лишь США. Доля СССР в мировом промышленном производстве достигла почти 10 %. Особенно резкий скачок был достигнут в развитии металлургии, энергетики, станкостроении, химической промышленности. Фактически возник целый ряд новых отраслей: алюминиевая, авиационная, автомобильная промышленность, производство подшипников, тракторо- и танкостроение. При новых предприятиях строились новые «соцгорода», первым из которых стал Магнитогорск. СССР превратился из аграрно-индустриальной в индустриально-аграрную страну. Одним из важнейших результатов индустриализации стало преодоление технической отсталости и утверждение экономической независимости СССР.
В советское время была принята точка зрения, что индустриализация и довоенное перевооружение сыграли решающую роль. Критики обращают внимание на то, что к началу зимы 1941 года была оккупирована территория, на которой до войны проживало 42 % населения СССР, добывалось 63 % угля, выплавлялось 68 % чугуна и т. д. Как пишет В. Лельчук, «победу пришлось ковать не с помощью того мощного потенциала, который был создан в годы ускоренной индустриализации». Однако цифры говорят сами за себя. Несмотря на то что в 1943 году СССР производил только 8,5 млн тонн стали (по сравнению с 18,3 млн тонн в 1940 году), в то время как германская промышленность в этом году выплавляла более 35 млн тонн (включая захваченные в Европе металлургические заводы), несмотря на колоссальный урон от немецкого вторжения, промышленность СССР смогла произвести намного больше вооружения, чем германская. В 1942 году СССР превзошёл Германию по выпуску танков в 3,9 раза, боевых самолётов в 1,9 раза, орудий всех видов в 3,1 раза. При этом быстро совершенствовалась организация и технология производства: в 1944 г. себестоимость всех видов военной продукции сократилась по сравнению с 1940 г. в два раза. Рекордного военного производства удалось достичь за счёт того, что вся новая промышленность имела двойное назначение. Промышленно-сырьевая база предусмотрительно размещалась за Уралом и в Сибири, в то время как на оккупированных территориях оказалась преимущественно дореволюционная промышленность. Немалую роль сыграла эвакуация промышленности в районы Урала, в Поволжье, Сибирь и Среднюю Азию. Только в течение первых трёх месяцев войны было перемещено 1360 крупных (в основном, военных) предприятий.
Несмотря на стремительную урбанизацию начиная с 1928 года, к концу жизни Сталина большинство населения по-прежнему проживало в сельской местности, удалённой от крупных промышленных центров. С другой стороны, одним из результатов индустриализации стало формирование партийной и рабочей элиты. С учётом этих обстоятельств, изменение жизненного уровня на протяжении 1928—1952 годов характеризуется тем, что наибольший рост уровня жизни был среди партийной и рабочей элиты.
Бурный рост городского населения привёл к ухудшению жилищного положения; вновь прошла полоса «уплотнений», прибывших из деревни рабочих селили в бараках. К концу 1929 года карточная система была распространена почти на все продовольственные товары, а затем — и на промышленные. Однако даже по карточкам нельзя было получить необходимый паёк, и в 1931 году были введены дополнительные «ордера». Продукты невозможно было купить, не простояв в огромных очередях.
Как свидетельствуют данные Смоленского партийного архива, в 1929 году в Смоленске рабочий получал 600 г хлеба в день, члены семьи — по 300, жиров — от 200 г до литра растительного масла в месяц, 1 килограмм сахара в месяц; рабочий получал в год 30—36 метров ситца. В дальнейшем положение (до 1935 года) только ухудшалось. ГПУ отмечало в рабочей среде острое недовольство.

### Коллективизация в СССР
С начала 1930-х проводилась коллективизация сельского хозяйства — объединение всех крестьянских хозяйств в централизованные колхозы. Кроме того, согласно господствующим тогда экономическим воззрениям, крупные колхозы могли работать более эффективно благодаря применению техники и разделению труда.
Коллективизация стала катастрофой для сельского хозяйства: по официальным данным, валовые сборы зерна снизились с 733,3 млн ц в 1928 г. до 696,7 млн ц в 1931—1932 годах. Урожайность зерна в 1932 году составляла 5,7 ц/га против 8,2 ц/га в 1913. Валовая сельскохозяйственная продукция составляла в 1928 году 124 % по сравнению с 1913 годом, в 1929—121 %, в 1930—117 %, в 1931—114 %, в 1932—107 %, в 1933—101 % Животноводческая продукция составляла в 1933 году 65 % уровня 1913 года. Но за счёт крестьян вырос на 20 % сбор товарного зерна, столь необходимого стране для индустриализации.
.
После срыва заготовок хлеба в 1927 году, когда пришлось пойти на чрезвычайные меры (твёрдые цены, закрытие рынков и даже репрессии), и ещё более катастрофической кампании хлебозаготовок 1928—1929 гг. вопрос должен был решаться срочно.
Карточки на хлеб, крупы и макароны были отменены с 1 января 1935 года, а на остальные (в том числе непродовольственные) товары с 1 января 1936. Это сопровождалось повышением зарплат в промышленном секторе и ещё большим повышением государственных пайковых цен на все виды товаров.
В целом уровень потребления на душу населения вырос на 22 % между 1928 и 1938 гг. Однако этот рост был наибольшим среди группы партийной и рабочей элиты и совершенно не коснулся подавляющего большинства сельского населения, или более половины населения страны.
К концу 1930-х гг. положение в аграрном секторе стабилизировалось. Стало устойчиво расти сельскохозяйственное производство. Повышалась производительность труда благодаря электрификации и механизации (так, в 1940 году в СССР работало 182 тысячи зерновых комбайнов). Рост производительности труда в сельском хозяйстве высвободил 18,5 млн человек, которые стали промышленными и строительными рабочими. Историк С. А. Нефёдов отмечает, что политика коллективизации во многом предопределила успех индустриального развития страны, а соответственно и победу СССР в Великой Отечественной войне.

### «Террор» и репрессии в СССР
В 1920-е годы продолжались политические репрессии против эсеров и меньшевиков, которые не отказывались от своих убеждений.
После 1922 года политика властей по отношению к общественным объединениям, имевшим не вполне большевистский характер, стала более жёсткой. Так, в 1922 году после высылки ряда деятелей науки, медицины и литературы, была закрыта созданная в 1918 году в Москве Вольная Академия Духовной Культуры, членами которой были известные критики и философы Г. Г. Шпет, М. О. Гершензон, Н. А. Бердяев, Б. П. Вышеславцев и Ф. А. Степун. В июне 1923 года ликвидированы Московское археологическое общество и его комиссии, кроме Комиссии по изучению старой Москвы. В сентябре 1924 года была закрыта близкая московской академии петербургская Вольная философская ассоциация, организованная в 1919 году А. Белым и Р. В. Ивановым-Разумником. В 1925 году закрыты объединение нудистов «Долой стыд!», организации сионистов, анархистов и анархистов-мистиков. В 1926 году закрыли «Союз корейцев». С августа по декабрь 1929 года были ликвидированы Русское ветеринарное общество, Общество любителей мироведения, Общество друзей оперной студии им. К. С. Станиславского, Русское психоаналитическое общество, Всероссийское общество фотографов, Всероссийский союз поэтов, Ассоциация легковых извозчиков, Московское общество сельского хозяйства (основанное ещё в 1819 году). Тогда же краеведческие общества, которых ещё с дореволюционных времён действовало более 2000, передали из ведения Академии наук Наркомпросу, после чего подвергли многочисленным проверкам и «чисткам» со стороны НКВД и Рабкрина. Начиная с 1930 года были арестованы многие члены Учёной комиссии при отделении ГИМ «Старая Москва», Общества изучения русской усадьбы, Общества изучения Московской губернии, закрыты секции охраны природы и многие местные общества естествоиспытателей и краеведов. В 1937 году Совнарком РСФСР своим постановлением ликвидировал все оставшиеся краеведческие организации России. Творческие организации постепенно огосударствлялись, лишаясь самостоятельности. В начале 1930-х годов организуются подконтрольные государству Союз советских художников, Союз советских писателей, Союз советских архитекторов, Союз советских композиторов, Всероссийское театральное общество. В середине 1930-х годов гонениям подверглись члены обществ эсперантистов и филателистов.
В 1930-е годы происходили массовые репрессии в отношении различных социальных слоёв и групп, наибольшего размаха они достигали в период «Большого террора» 1937—1938 годов, называвшегося также «Ежовщиной». В этот период по разным оценкам были расстреляны около 681,7 тысяч человек, ещё сотни тысяч содержались в тюрьмах или отправлены в лагеря ГУЛАГа по обвинениям (в том числе и сфальсифицированным) в совершении политических и государственных преступлений. Были проведены массовые чистки в ВКП(б), чистки в Красной Армии (что снизило её боеспособность), чистки в НКВД и ряд т. н. национальных операций.

### Внешняя политика СССР в 1930-е годы
После прихода Гитлера к власти в Германии, Сталин резко изменил традиционную советскую политику: если раньше она была направлена на союз с Германией против версальской системы, а по линии Коминтерна — на борьбу с социал-демократами как главным врагом (теория «социал-фашизма» — личная установка Сталина), то теперь она заключалась в создании системы «коллективной безопасности» в составе СССР и бывших стран Антанты против Германии и союзе коммунистов со всеми левыми силами против фашизма (тактика «народного фронта»). В рамках этой позиции 29 ноября 1932 год был заключён Советско-французский пакт о ненападении. Эта позиция первоначально не была последовательной: в 1935 г. Сталин, встревоженный германо-польским сближением, тайно предлагает Гитлеру пакт о ненападении, но получает отказ. После этого политика «коллективной безопасности», отстаивавшаяся Литвиновым, оказывается безальтернативной. Впрочем, при этом Сталин требовал от дипломатов не давать никаких определённых обязательств партнёрам. Однако Франция и Англия опасались СССР и надеялись «умиротворить» Гитлера, что проявилось в истории «мюнхенского сговора» и в дальнейшем в провале переговоров между СССР и Англией, Францией о военном сотрудничестве против Германии. Немедленно после Мюнхена, осенью 1938 года, Сталин делает намёки в сторону Германии на желательность улучшения взаимных отношений по торговой части. 1 октября 1938 года Польша в ультимативной форме потребовала от Чехии передать ей Тешинскую область, предмет территориальных споров между ней и Чехословакией в 1918—1920 годах. А в марте 1939 года Германия оккупировала оставшуюся от Чехословакии часть. 10 марта 1939 года Сталин делает доклад на XVIII съезде партии, в котором так формулирует цели советской политики:
«1. Проводить и впредь политику мира и укрепления деловых связей со всеми странами.

2. …Не давать втянуть в конфликты нашу страну провокаторам войны, привыкшим загребать жар чужими руками.»

Это было отмечено немецким посольством как намёк на нежелание Москвы выступать в качестве союзника Англии и Франции. В мае с поста главы НКИД был смещён Литвинов — активный сторонник курса «коллективной безопасности» — и заменён Молотовым. В руководстве Германии это было также расценено как благоприятный признак.
К тому времени международная ситуация резко обострилась из-за претензий Германии к Польше. Англия и Франция на этот раз проявили готовность вступить в войну с Германией, пытаясь привлечь к союзу и СССР. Летом 1939 года Сталин, поддерживая переговоры о союзе с Англией и Францией, параллельно начал переговоры с Германией. Как отмечают историки, намёки Сталина в сторону Германии усиливались по мере того, как портились отношения между Германией и Польшей, и укреплялись отношения между Британией и Польшей. Таким образом, политика Сталина носила не столько прогерманский, сколько антибританский и антипольский характер; Сталина категорически не устраивал старый статус-кво, в возможность же полной победы Германии и установления её гегемонии в Европе он, по его собственным словам, не верил.

### Внешняя политика СССР в 1939—1940 годах
23 августа 1939 года между СССР и Германией был заключён Договор о ненападении и разделе Восточной Европы (Пакт Молотова — Риббентропа), дополненный затем Договором о дружбе и границе. Советско-германские политические отношения получили развитие также в торговой и военно-технической сфере.
В ночь на 17 сентября 1939 года СССР начал Польский поход во входившие в состав Польши Западную Украину и Западную Белоруссию (включая район Белостока), а также Виленский край, которые согласно секретному дополнительному протоколу к Договору о ненападении между Германией и Советским Союзом были отнесены к сфере интересов СССР. 28 сентября 1939 года СССР заключил с Германией Договор о дружбе и границах, которым была зафиксирована, примерно по «линии Керзона», «граница между обоюдными государственными интересами на территории бывшего Польского государства». В октябре 1939 г. Западная Украина вошла в состав УССР, Западная Белоруссия вошла в состав БССР, Виленский край был передан Литве.
В конце сентября — начале октября 1939 года с Эстонией, Латвией и Литвой, которые согласно секретному дополнительному протоколу к Договору о ненападении между Германией и Советским Союзом были отнесены к сфере интересов СССР, были заключены договоры, в соответствии с которыми на территориях этих государств были размещены советские военные базы.
5 октября 1939 года СССР предложил и Финляндии (которая согласно секретному дополнительному протоколу к Договору о ненападении между Германией и Советским Союзом была отнесена к сфере интересов СССР) рассмотреть возможность заключения с СССР пакта о взаимопомощи. Переговоры были начаты 11 октября, однако Финляндия отклонила предложения СССР как по пакту, так и по аренде и обмену территорий. 30 ноября 1939 года СССР начал войну с Финляндией, которая 12 марта 1940 года завершилась подписанием Московского мирного договора, зафиксировавшего ряд территориальных уступок со стороны Финляндии. Разгром Финляндии не был достигнут, а потери советских войск были слишком велики в сравнении с планами, предполагавшими лёгкую и быструю победу «малой кровью». Престиж Красной армии как сильного противника был изрядно подорван. Это произвело сильное впечатление в частности на военное руководство Германии и подтолкнуло Гитлера к форсированию планов подготовки войны против СССР.
В большинстве государств, также как и в СССР до войны, недооценивали финскую армию, а главное — мощность укреплений «линии Маннергейма», и считали, что она не может оказать серьёзного сопротивления. Поэтому «долгая возня» с Финляндией была воспринята мировым сообществом как показатель слабости и неподготовленности Красной армии к реалиям современной войны.
14 июня 1940 года советское правительство предъявило ультиматум Литве, а 16 июня — Латвии и Эстонии. В основных чертах смысл ультиматумов совпадал — от этих государств требовалось привести к власти дружественные СССР правительства и допустить на территорию этих стран дополнительные контингенты войск. Условия были приняты: 15 июня советские войска вошли в Литву, а 17 июня — в Эстонию и Латвию. Новые правительства сняли запреты на деятельность коммунистических партий и назначили внеочередные парламентские выборы. На выборах во всех трёх государствах победу одержали прокоммунистические Блоки (Союзы) трудового народа — единственные избирательные списки, допущенные к выборам. Вновь избранные парламенты уже 21—22 июля провозгласили создание Эстонской ССР, Латвийской ССР и Литовской ССР и приняли Декларации о вхождении в СССР. 3—6 августа 1940 года, в соответствии с решениями эти республики были приняты в состав Советского Союза. (подробнее см. Присоединение Прибалтики к СССР (1939—1940)).
26 июня 1940 СССР потребовал от Румынии передачи ему Бессарабии и Северной Буковины. Румыния согласилась с этим ультиматумом и 28 июня 1940 года на территорию Бессарабии и Северной Буковины были введены советские войска (подробнее см. Присоединение Бессарабии к СССР). 2 августа 1940 года на VII сессии Верховного Совета СССР был принят Закон об образовании союзной Молдавской Советской Социалистической Республики. Будучи субъектом советской социалистической федерации, МССР добровольно самоограничила свой суверенитет в пользу Союза ССР в пределах прав, отнесённых к исключительной компетенции его высших органов. В состав Молдавской ССР были включены: город Кишинёв, 6 из 9 уездов Бессарабии (Бельцкий, Бендерский, Кагульский, Кишинёвский, Оргеевский, Сорокский), а также город Тирасполь и 6 из 14 районов бывшей Молдавской АССР (Григориопольский, Дубоссарский, Каменский, Рыбницкий, Слободзейский, Тираспольский). Остальные районы МАССР, а также Аккерманский, Измаильский и Хотинский уезды Бессарабии отошли к Украинской ССР. В состав Украинской ССР также вошла Северная Буковина.
В апреле 1941 года был заключён пакт о нейтралитете между СССР и Японией.
Советский Союз до своего открытого военного столкновения с Германией 22 июня 1941 года, вёл свои собственные захватнические войны, преследуя свои геополитические цели и интересы, играя на противоречиях двух противоборствующих коалиций (антигитлеровской коалиции и германской коалиции Стран «Оси»). В предвоенный период конца 1930-х годов между СССР и Германией были налажены активные экономические взаимоотношения и торговля. Пытаясь разграничить сферы влияния с Германией и её союзниками, СССР чуть было не оказался в германской коалиции пакта четырёх держав — тем более, что ранее практически как союзники, РККА вместе с Вермахтом уже участвовала в разгроме и захвате Польши. Однако непомерные (по мнению Гитлера) геополитические аппетиты Сталина в итоге не позволили ему присоединиться к пакту четырёх держав и привели к войне германской коалиции государств против СССР, на стороне находившегося практически в полной международной изоляции СССР выступили только марионеточные просоветские режимы Монголии и Тувы (последняя в итоге была аннексирована Советским Союзом в 1944 году). И только нежелание распространения германского геополитического влияния на всю Европу и Евразию подтолкнули страны антигитлеровской коалиции рассмотреть СССР (волею обстоятельств оказавшегося противником германской экспансии) в качестве естественного союзника в борьбе с Германией, что и побудило Англию и США начать оказывать всевозможную военную помощь СССР в войне против Германии, а Советский Союз также оказался среди стран антигитлеровской коалиции, в итоге сыграв решающую роль в её победе.

## Великая Отечественная война (1941—1945)
22 июня 1941 года нацистская Германия совместно со своими европейскими союзниками Стран «Оси» осуществила нападение на Советский Союз, начав самый кровопролитный конфликт в истории человечества, в советской и российской историографии именуемый как Великая Отечественная война.
Военно-политическое руководство нацистской Германии, рассчитывая на стратегию молниеносной войны («блицкриг»), намеревалось ликвидировать советское государство, завладеть его богатствами, и «германизировать» территорию страны вплоть до Урала. Для советского народа Великая Отечественная война стала справедливой войной за свободу и независимость своей Родины.
В тот же день, 22 июня 1941, указом Президиума Верховного Совета СССР в ряде отдельных местностей были объявлены военное положение и общая мобилизация, ставшая первой за последние 27 лет с момента вступления Российской империи в Первую мировую войну. Сам же Сталин находился в совершенно подавленном состоянии в течение нескольких первых дней с момента начала войны, так как поступающие известия были крайне удручающими, с первых же часов войны Красная армия терпела поражения по всем фронтам, а уже 28 июня немцы взяли Минск. Германская армия, хотя и значительно уступала РККА по количеству техники, но вместе со своими европейскими союзниками превосходила её по количеству живой силы, будучи полностью мобилизована к началу войны, и смогла достичь значительного преимущества на направлениях своих главных ударов. Из-за этого погиб советский Западный фронт, окружённый двумя из четырёх немецких танковых групп. Второй стратегический эшелон советских армий на 2 месяца задержал противника под Смоленском, после чего 3-я и 2-я немецкие танковые группы были переведены соответственно на ленинградское и киевское направления. Штурм Ленинграда войсками вермахта провалился, а в районе Киева попал в окружение советский Юго-Западный фронт. Но наступление на Москву тем самым было отсрочено почти на месяц, и до осенней распутицы немцы не успели достичь решающих успехов. 20 октября в Москве было введено осадное положение, начались эвакуация и минирование объектов городской инфраструктуры. Тем не менее, в декабре 1941 года Красной армии удалось отстоять Москву, проведя контрнаступление силами переброшенных с Дальнего Востока дивизий. Это стало возможным после полученных данных разведки, что Япония не нападёт на СССР до падения Москвы.
В декабре 1941 года Советскому Союзу удалось остановить спад в промышленности, произошедший из-за германской оккупации ряда территорий, а с марта 1942 года темпы советской промышленности начали расти — тем самым закладывались экономические предпосылки будущего коренного перелома в войне. В немалой степени этому способствовало наличие в районах, недоступных для врага, развитой промышленности, а также проведённые операции по перебазированию и эвакуации производственных сил и промышленных предприятий СССР с запада на восток.
В течение всей войны СССР и Германия вели истребительную тотальную войну в отношении друг друга. По мере разрастания бедствий и разрушений, благодаря усилиям советской пропаганды отношение к немцам в советском обществе перешло в гнев и ненависть, а слово «немец» на многие годы стало синонимом врага. Среди немцев презрительное отношение к русским, подогреваемое нацистской идеологической пропагандой, выливалось в крайнюю жестокость, в том числе по отношению к мирному населению. В самой Германии не утихала официальная пропаганда, которой подпитывался образ русского народа как варвара.
При этом имел место коллаборационизм советских граждан с германскими оккупационными властями. Сотрудничество граждан СССР с оккупантами развивалось в различных формах: военной, политической, хозяйственной, административной. Причины, толкнувшие людей на этот шаг, имели сложный и неоднозначный характер, были порождены разными обстоятельствами бытового, психологического, мировоззренческого, иногда религиозного порядка. Часть населения сотрудничала с нацистским режимом вынужденно, из-за «страха перед жестокостью оккупантов, стремления защитить свои семьи, спастись от тяжелейших условий плена». Но среди коллаборационистов имелась и значительная прослойка антисоветски настроенных граждан, которые добросовестно и преданно служили немецким оккупационным властям. Жестокий тоталитарный сталинский режим, коллективизация, раскулачивание и расказачивание, насильственные депортации и переселения целых народов, голодные катастрофы, сталинские репрессии и повсеместный террор, утрата национальной независимости прибалтийскими государствами и другие следствия преобразований большевиков, вызывали недовольство значительной части населения, явление носило настолько массовый характер, что по сути в 1941—1945 гг. в рамках Второй мировой и Великой Отечественной, в СССР разгорелся второй этап гражданской войны, когда миллионы граждан страны вновь оказались по разные стороны баррикад с оружием в руках друг против друга. Всё это активно использовала немецкая пропаганда — под предлогом освобождения порабощённых народов СССР проводилась политика демонизации советского государства. Немаловажным фактором была и продолжающаяся антисоветская деятельность белогвардейской эмиграции — в особенности той её части, которая заняла «непримиримую позицию», а с началом Великой Отечественной войны встала на позицию «пораженчества» по отношению к существующему режиму в СССР.:20
В течение лета 1942 года, после поражения Красной армии под Харьковом, немецкие войска заняли Нижний и Средний Дон, значительную часть Северного Кавказа и уже 17 июля 1942 года вплотную приблизились к Сталинграду, где развернулась Сталинградская битва. 19 ноября 1942 года советские войска перешли в контрнаступление и окружили войска противника. 2 февраля 1943 года крупная группировка немецких войск под Сталинградом капитулировала.
Решающими событиями летне-осенней кампании 1943 года были Курская битва и битва за Днепр. В ходе Курской битвы Вермахт провёл последнюю стратегическую наступательную операцию на Восточном фронте, пытаясь перехватить военную инициативу. Однако попытка срезать курский выступ и окружить советские войска потерпела неудачу, и в ходе советского контрнаступления немецкие войска были вынуждены отступать. Красной армии удалось освободить Орёл, Белгород и Харьков. В ходе дальнейшего наступления Красной армии удалось нанести поражения немецким войскам и освободить территории к востоку от Днепра, а после высадки на западный берег — в начале ноября — освободить Киев.
В ходе кампании 1944 года, Красная армия нанесла немецким войскам ряд крупных поражений, полностью освободив территорию СССР и перенеся боевые действия на территорию европейских стран. В итоге, в ходе тяжёлой кровопролитной войны Советский Союз в составе антигитлеровской коалиции изгнал захватчиков со своей территории и освободил от германской оккупации страны Центральной и Восточной Европы. Война в Европе завершилась в мае 1945 года победой стран антигитлеровской коалиции и капитуляцией вооружённых сил Германии 9 мая 1945 года. Этот день в России празднуется как День Победы.
Мы победили, невзирая на товарища Сталина.
Рядом коммунистических партий и организаций, заслуга победы в Великой Отечественной войне часто до сих пор приписывается Иосифу Сталину, так как именно он руководил Советским Союзом в тот период. Это утверждение также активно распространяла пропаганда в советское время.
Коренному перелому и победе СССР в войне способствовал целый ряд факторов, синергетически связанных между собой. В наиболее обобщённом виде российская историография выделяет следующие факторы:
- Патриотизм, массовый героизм и самоотверженность советских людей на фронте и в тылу.
- Рост советского воинского умения и военного искусства.
- Ресурсы (природные, трудовые, социально-демографические, географические, психологические и другие), эффективно мобилизованные плановой экономикой и социалистическим государством.
- Высокое качество руководства — как общесоюзного во главе с И. В. Сталиным, так и на уровне союзных республик, регионов, городов.
- Ряд внешних факторов, в частности, прямая военная и военно-экономическая помощь Советскому Союзу от союзников по Антигитлеровской коалиции.

Вместе с тем, некоторые политики, деятели науки, культуры и искусства, историки, социологи, ветераны, а также представители московского патриархата придерживаются мнения, что победа состоялась не благодаря, а именно вопреки Сталину. В открытом письме 25-ти деятелей советской науки, литературы и искусства (1966 год) было выражено мнение об ответственности Сталина за полную неготовность СССР к войне. В 2010 году Президент России Дмитрий Медведев также заявлял о том, что Великую Отечественную войну выиграл народ, а не Сталин, хотя в 2012 году изменил своё мнение на противоположное: «это была победа всей страны, в том числе и руководства, какое бы оно ни было и как бы мы к нему ни относились <…> это всё-таки была их победа. И не только победа народа, но и тех решений, которые тогда принимались. И это было сделано не вопреки, а совместно».
Разделение отечественного историографического материала о Великой Отечественной войне на две основных группы — советскую и постсоветскую — объясняется, прежде всего, коренным переломом, произошедшим после распада СССР. Уже в годы перестройки начали рассекречиваться многие архивные материалы, что ещё активнее продолжилось с образованием Российской Федерации. Однако и для современных историков остаётся ряд затруднений, в первую очередь связанных с нерассекреченными до сих пор важнейшими архивами (в частности, так называемый президентский архив). В постсоветский период отечественная историография обрела гораздо большую степень свободы в трактовке событий, что привело к существенному переосмыслению множества проблемных и спорных вопросов.
В постсоветский период ряд историков, например М. Мельтюхов, стали утверждать, что существовал план превентивного удара нападения на Германию со стороны СССР, в том числе и в рамках большевистской экспортной стратегии развязывания мировой революции. Неудача же данного плана, связывается со множеством просчётов советского руководства, в том числе и в определении срока начала войны. К моменту начала Великой Отечественной войны силы Красной армии были стянуты к западным границам, снабжающие склады также находились близко к границе. Некоторые историки считают такое положение складов, а также слабую подготовку РККА к оборонным действиям — прямым следствием, а вместе с тем и явным свидетельством подготовки именно наступательной превентивной войны.
Также различные историки и исследователи вопроса справедливо ставят в вину Сталину и всей его политической системе:
- Репрессии в РККА 1937—1938[80][81];
- Игнорирование предупреждений разведки, что Германия готовится к нападению на СССР[82][83][84];
- Советско-германские соглашения 1939 года и иные предвоенные советско-германские взаимоотношения;
- Депортации народов в СССР в военный, предвоенный и послевоенный период, и многие другие преступления сталинизма;

По результатам закончившейся войны к СССР была присоединена часть Восточной Пруссии с городом Кёнигсберг — ныне Калининградская область, и Закарпатье. В августе 1945 года Красная армия разгромила в Маньчжурии Квантунскую армию Японии, союзницы Германии. 2 сентября 1945 года Япония капитулировала, и по итогам войны СССР возвратил потерянный в русско-японской войне 1904—1905 годов Южный Сахалин и присоединил Курильские острова.
Достоверные данные о потерях СССР во Второй мировой войне замалчивались, а официально озвученные — постоянно менялись в разные годы. Согласно рассекреченным данным Госплана СССР, потери Советского Союза во Второй мировой войне составляют 41 миллион 979 тысяч, а не 27 миллионов, как считалось ранее. По оценке кандидата военных наук, профессора Академии военных наук генерал-полковника Г. Ф. Кривошеева, общие демографические потери СССР (включающие погибшее мирное население на оккупированной территории и повышенную смертность на остальной территории СССР от невзгод войны) — 26,6 млн человек. Однако, по мнению профессора международной политической экономии в Вулверхэмптонского университета М. Хейнса, число полученное группой Г. Ф. Кривошеева, задаёт лишь нижний предел всех потерь СССР в войне. Реальное общее число потерь СССР в результате войны, где причиной смерти стали военные насилия, недоедания, болезни или репрессии, колеблется где-то между 26,6 и 42,7 млн человек. Прямой материальный ущерб достиг почти трети всего национального богатства страны.

## СССР в 1945—1991 годах

### Послевоенный сталинизм (1945—1953)
После войны в странах Восточной Европы (Венгрия, Польша, Румыния, Болгария, Чехословакия, ГДР), занятых советскими войсками, к власти пришли коммунистические партии, дружественные СССР. Резко обострились отношения СССР с Западом (началась так называемая Холодная война). Возник военный блок НАТО, в противовес которому была сформирована организация Варшавского договора.
В 1945 году по договору с Чехословакией СССР было передано Закарпатье. По договору с Польшей была изменена советско-польская граница и некоторые территории (в частности, Белостокская область), были переданы Польше. Был также заключён договор об обмене населением между Польшей и СССР: лица польской и еврейской национальности, бывшие гражданами довоенной Польши и проживающие в СССР получили право на выезд в Польшу, а лица русской, украинской, белорусской, русинской и литовской национальностей, проживающие на территории Польши, должны были переселиться в СССР. По состоянию на 31 октября 1946 г. из Польши в СССР переселилось около 518 000 чел., а из СССР в Польшу — около 1 090 000 чел. (по другим данным, 1 526 000 чел.)
В 1945—1946 гг. шла дискуссия о путях восстановления экономики. В наиболее общем виде можно выделить две группы взглядов:
- 1-я позиция: А. А. Жданов, Н. А. Вознесенский и др. выступали за смягчение экономической политики, за более сбалансированное развитие народного хозяйства, частичную децентрализацию управления экономикой и т. д. Они исходили из того, что окончание Второй мировой войны вызовет острейший экономический и политический кризис на Западе, что предотвратит угрозу создания новой антисоветской коалиции, а также создаст благоприятные условия для получения Советским Союзом новых рынков сбыта своей продукции — в охваченных кризисом странах Запада.
- 2-я позиция: Г. М. Маленков, Л. П. Берия и др. были за сохранение довоенной модели мобилизационной экономики. Они основывались на выводах советского экономиста Е. С. Варги, который выступил с опровержением теории скорого краха капитализма, доказывая его уникальную живучесть благодаря политике кейнсианства в развитых странах. Это означало, что Запад имеет все возможности для ведения конфронтационной политики с Советским Союзом. Особенно опасной представлялась монополия США в сфере ядерных вооружений и разработка американцами планов бомбардировок советских городов атомными бомбами. Именно поэтому данные представители выступали за приоритетное развитие тяжёлой индустрии и военно-промышленного комплекса.

Дискуссия завершилась победой сторонников возврата к довоенной модели экономического развития. Выбор был продиктован необходимостью преодоления внешней угрозы путём ускоренного наращивания военно-промышленного комплекса с одной стороны. С другой стороны, такая политика была выгодна самой партийной и государственной бюрократии.
В начале 1946 года военная промышленность была переформирована: в результате реформы созданы Министерство вооружения СССР и Министерство обороны СССР.
На базе ряда военных предприятий, созданных за военные годы, началась постройка трёх отраслей промышленности: ракетной (которая позже стала космической), радиолокационной и атомной. На их строительство уходила серьёзная часть ресурсов, производимых страной.
Промышленное производство СССР на довоенный уровень вышло в 1948 году, сельское хозяйство — в 1950 году. В 1950 году СССР по объёму ВВП вышел на второе место в мире, после США. Экономический рост обеспечивался во многом благодаря производственному героизму народа, активному рационализаторству на производстве, внедрению достижений науки и техники, повышению квалификации инженерных и рабочих кадров. Существенный вклад в развитие народного хозяйства СССР вплоть до 1954 года вносили репарации, полученные от побеждённой Германии на сумму 4,3 млрд долларов, включая промышленное оборудование и целые заводские комплексы.
29 августа 1949 года прошло успешное испытание первой советской атомной бомбы.
После окончания Великой Отечественной войны в стране наблюдался дефицит рабочих рук, скота и техники. Это заставило власть увеличить капиталовложения в сельское хозяйство, расширить работы по механизации и электрификации села. Несмотря на это, из-за засухи, политики властей (экспорт зерна за рубеж, продразвёрстка с выполнением плана любой ценой), общей военной разрухи и слабости подорванного коллективизацией сельского хозяйства в стране наступил голод, пик которого пришёлся на 1946—1947 годы. В результате голода умерло до 1,5 миллиона человек. Миллионы граждан перенесли дистрофию и другие тяжелейшие заболевания.
Летом 1946 года имелась существенная разница между пайковыми и коммерческими ценами, которая составляла соотношение 1:8. Осенью 1946 года в рамках подготовки к отмене карточной системы было принято решение провести сближение пайковых и коммерческих цен. Осенью 1946 г. пайковые цены были повышены в 3 раза, а на хлеб даже в 3,8 раза. Фактическое снижение коммерческих цен было незначительным и составляло 30-40 %, не компенсируя ощутимого повышения пайковых цен. В результате проведённых ценовых изменений соотношение пайковых и коммерческих цен составило 1:2,5. В декабре 1947 года карточная система была отменена (для сравнения, в Великобритании она была отменена в 1952—1954 гг., в Японии — в 1949 г.), хотя многие товары оставались дефицитом. Также в декабре 1947 года была проведена денежная реформа, имевшая конфискационный характер (аналогичный характер имели денежные реформы в странах Европы в 1944—1948 годах) и ликвидировавшая последствия войны в денежном обращении. Одновременно с реформой произошло первое в послевоенный период снижение розничных цен на товары массового потребления. Отмена карточной системы сопровождалась дальнейшим социальным расслоением между партийно-советской верхушкой и основной массой трудящихся. В декабре 1947 года было принято постановление Политбюро, согласно которому должностные оклады номенклатурных работников значительно повышались. Руководящим работникам к основному окладу полагалось дополнительно «временное денежное довольствие» в размере до 3 окладов в месяц, которые они получали в конверте и с которых не взимались налоги и взносы. Несмотря на заявления официальных лиц о том, что реформа направлена против спекулянтов и зажиточных граждан, больше всего от денежной реформы пострадали крестьяне и меньше всего — зажиточные категории советских граждан — дельцы теневой экономики и коррумпированные чиновники. Не смогли смягчить негативный эффект падения покупательской способности (примерно в 8 раз) ни отмена карточек, ни свободная продажа дефицитных товаров. Специальные меры снабжения затронули лишь крупные города — прежде всего Москву и Ленинград. Вне столиц, отмена карточек привела лишь к перебоям снабжения. Денежная реформа также вскрыла большой пласт коррупции в СССР среди ответственных партийных работников. Работники партийных, советских органов, а также сотрудники и руководители республиканских и областных управлений МГБ и МВД спасали свои накопления различными противозаконными способами. Разница заключалась в том, что, в отличие от простых советских граждан, лишь единицы из них понесли хотя бы минимальное наказание.
| Название товара                 | Кол-во  | 1940  | 1953  |
| ------------------------------- | ------- | ----- | ----- |
| Хлеб ржаной                     | 1 кг    | 0,85  | 1,35  |
| Макароны из пшеничной муки 1 с. | 1 кг    | 3,50  | 4,30  |
| Мясо (говядина)                 | 1 кг    | 10,00 | 10,97 |
| Консервы рыбные                 | 1 банка | 4,60  | 6,15  |
| Молоко                          | 1 л.    | 2,00  | 2,24  |
| Яйца                            | десяток | 6,50  | 8,35  |

Затем в 1948—1954 годах происходили ежегодные снижения розничных цен на товары массового потребления, что становилось возможным благодаря снижению себестоимости производимой продукции. В 1952 году стоимость хлеба составила 39 % от цены конца 1947 года, молока — 72 %, мяса — 42 %, сахара — 49 %, сливочного масла — 37 %. Если в 1948 году реальные зарплаты в среднем были на 20 % ниже довоенного уровня, то в 1952 г. они уже превышали довоенный уровень на 25 % и почти вышли на уровень 1928 года. Снижения цен и рост зарплат привели к повышению платёжеспособного спроса населения, хотя до изобилия было ещё далеко. При этом среди крестьянства реальные доходы даже в 1952 г. оставались на 40 % ниже уровня 1928 года. Более значительно снижались цены на промышленные товары (патефоны, велосипеды и т. п.), снижения цен на продукты питания были менее существенными. При этом зарплаты росли более медленными темпами, что вызывало сильное и вполне обоснованное возмущение трудящихся. Для балансировки бюджета, терявшего часть доходов, во многих учреждениях пошли на сокращение штатов. В соответствии с постановлением Совета Министров СССР от 2 августа 1947 г. № 2758 число сотрудников предприятий республиканского и местного подчинения сократилось от 7 до 27 % в 1947 году. В 1948 г. было проведено дальнейшее более существенное сокращение сотрудников предприятий различных ведомств. Сокращение штата не всегда было связано с увольнением — сотрудников могли перевести на должности с более низкой оплатой. При этом прежний оклад сохранялся только руководящим должностям. Сокращение штата не коснулось предприятий и учреждений, работающих над стратегически важными для государства проектами. Эта кадровая политика для экономии государственных средств была реализована за счёт уменьшения численности административного и подсобного персонала и, в меньшей степени, за счёт сокращения руководящих должностей. Она дополнительно способствовала решению кадровой проблемы в промышленности, где ещё сохранялась нехватка рабочих рук, за счёт перевода граждан из непроизводственных специальностей (бухгалтера, работники медпунктов, проектировщики, экономисты, уборщики, шофёры) в производственные, например, в рабочие или строители. В 1948 году правительство также приняло ряд постановлений об увеличении тарифов за коммунально-бытовые услуги, почтовые услуги и услуги связи, транспортных тарифов, платы за содержание детей в детских садах. За счёт этого расходы горожан на услуги возросли на 40-60 %. В 1948 г. проводимая правительством политика «экономии» вызвала сокращение доходов населения (значительно сокращались премиальные выплаты (на 25-50 %), частично сокращены компенсирующие доплаты (стипендии, пенсии и пр.), повышены нормы выработки и сокращены сдельные расценки оплаты труда), которая не коснулась руководящих работников. Так, снижение цен 1948 года, позитивно презентуемое в советской пропаганде, в реальности имело весьма отдалённое отношение к повышению уровня жизни граждан, так как снижение цен затронуло только дорогостоящие промышленные товары, водку и ликёроводочные изделия. В целом весь комплекс социально-экономических мероприятий в 1946—47 годах был направлен на решение государственных, а не социальных проблем. Последующее наиболее масштабное снижение цен в 1950 году, сопровождавшееся широкой пропагандой, значительно повысило покупательскую способность населения. Снижения цен несомненно несколько улучшили уровень жизни советских людей — стоимость продовольственной корзины снизилась вдвое (по сравнению с уровнем 1947 г.). В то же время, выгода от снижения цен была неравнозначной. От снижений розничных цен в первую очередь выигрывали слои населения с более высокими доходами. Несмотря на это розничные цены и в начале 1950-х годов оставались выше уровня 1940 года на 38 %. Распространённый в прессе того времени тезис о «чистом ущербе», понесённом государством в результате снижения цен являлся не более чем популистским ходом. Мобилизационная экономическая модель сталинского периода конца 1940-х начала 1950-х годов делала ставку на дифференцированную политику доходов, проявляющуюся в более выраженной поддержке опоры режима (передовиков производства, бюрократии, научной и творческой интеллигенция). Лишь смена политической конъюнктуры в середине 1950-х годов привела к изменению социально-экономического курса страны на повышение материального благосостояния всего населения.
В 1950-е годы народное хозяйство страны продолжало динамично развиваться: за 1951—1960 годы ВВП СССР вырос в 2,5 раза (то есть среднегодовые темпы роста ВВП составляли около 10 %), в этот период экономический рост обеспечивался в первую очередь за счёт интенсивных факторов (экстенсивные факторы роста отошли на второй план). 1950-е годы стали временем перехода СССР к научно-технической революции, что заключалось в автоматизации производств, развитии наукоёмких направлений — электроники, атомной энергетики, космонавтики. В целом, 1929—1956 годы (время существования сталинской модели экономики), по мнению доктора экономических наук Григория Ханина, можно назвать «советским экономическим чудом». Однако с конца 1950-х годов начался демонтаж сталинской модели и вместе с тем постепенное замедление темпов экономического роста: если в 1960-е годы ВВП рос довольно быстрыми темпами, то в конце 1980-х годов экономика стагнировала.
Иную оценку советской экономики даёт доктор экономических наук Сергей Гуриев, который совместно с другими экономистами провёл макроэкономическое исследование и сделал вывод, что сталинская экономика не опережала альтернативные рассматриваемые сценарии развития страны как в краткосрочной, так и в долгосрочной перспективе. Например, японская экономика находилась примерно на одинаковом уровне развития до войны и показала примерно такие же темпы развития, что и СССР. В отличие от СССР, Японии удалось провести индустриализацию, добиться при этом более высокого уровня производительности и благосостояния граждан без репрессий и без разрушения сельского хозяйства. Похожее мнение высказал профессор Высшей школы экономики Олег Вьюгин, который не считает сталинскую экономическую систему эффективной. По его мнению, сталинская экономика была «расточительной, пожиравшей материальные и человеческие ресурсы для достижения целей, которых страны с рыночной экономикой достигли без принесения в жертву уровня жизни и материального благополучия своих граждан».

### Борьба за власть в первые послесталинские годы
5 марта 1953 года умер вождь СССР И. В. Сталин. С этого момента высшие руководители государства заявили о переходе к коллективному руководству страной. Однако практически сразу началась борьба за лидерство, основными конкурентами в ней были председатель Совета министров Г. М. Маленков, министр внутренних дел Л. П. Берия и секретарь ЦК КПСС Н. С. Хрущёв. 25 марта 1953 года Берия издал указ «Об амнистии», в результате которого на свободу вышло более трети советских заключённых. Однако летом того же года Хрущёву удалось избавиться от Берии — последний был сначала арестован, а затем казнён.
В 1953 году началось осуществление экономической реформы Маленкова, согласно которой:
- увеличивалось финансирование сельского хозяйства и лёгкой промышленности путём перераспределения расходной части государственного бюджета в пользу отраслей агросферы;
- уменьшалось налогообложение колхозников, устанавливался единый сельскохозяйственный налог на все категории крестьянских хозяйств независимо от доходов единоличников и колхозников, списывались все недоимки по прежним налоговым платежам;
- повышались государственные закупочные цены на аграрную продукцию;
- прекращалась политика сокращения личных приусадебных хозяйств колхозников[114].

Результатом стал рост производительности труда в сельском хозяйстве (в 1955 году она выросла на 38 % по сравнению с 1940 годом). Росла материальная заинтересованность колхозников, повышалась урожайность.
Однако в высших эшелонах власти Маленков постепенно терял свои позиции. На сентябрьском (1953 г.) Пленуме ЦК КПСС Маленков подверг критике партаппарат, обвинив его в перерождении (на что Хрущёв ответил, что нельзя обижать партаппарат, ведь он — «наша опора»). По итогам Пленума Хрущёв был назначен первым секретарём ЦК. Затем в декабре он был утверждён председателем Бюро Совета министров СССР по сельскому хозяйству и заготовкам и введён в состав Президиума Совмина. Таким образом, Хрущёв стал единственным членом Президиума ЦК, который совместил два руководящих поста в партии и правительстве. В начале 1954 года он укрепил свои позиции: передав Крым из состава РСФСР в состав Украинской ССР, Хрущёв приобрёл влиятельных сторонников среди руководителей украинской парторганизации, имевших значительное число голосов в ЦК КПСС. В 1955 году Маленков был отправлен в отставку с должности Председателя Совета министров.
С отставкой Маленкова постепенно были свёрнуты предложенные им реформы. Так, Маленков предлагал воспользоваться внешнеполитической доктриной мирного сосуществования стран социализма с капиталистическим миром, перевести советскую экономику на приоритетное развитие отраслей группы «Б» (производство средств потребления) и благодаря этому радикально повысить потребление и в целом уровень жизни советских людей. Однако Хрущёв подобную стратегию не поддержал, он продолжил курс на преимущественное развитие группы «А» (производства средств производства). В плане аграрной политики Маленков предлагал повышать интенсивность сельского хозяйства на уже освоенной пашне. Но Хрущёв вместо этого выбрал экстенсивный путь: в 1954 году он объявил об освоении целинных и залежных земель Казахстана, Сибири, Урала, Поволжья. В первое время это дало резкий рост сбора зерновых, однако в начале 1960-х годов из-за засушливого климата и ветровой эрозии почв урожайность на недавно освоенных землях сильно снизилась, многие пашни были переведены в пастбища.

### Хрущёвская оттепель
В середине 1950-х годов произошла некоторая либерализация политики страны, была осуществлена реабилитация ряда жертв сталинского «террора» — наступила хрущёвская оттепель.
На XX съезде КПСС в 1956 году первый секретарь ЦК Никита Хрущёв выступил с докладом, в котором были подвергнуты критике культ личности Сталина и сталинские репрессии. Историки неоднозначно оценивают данное событие. С одной стороны, это способствовало очищению государства и общества от идеологии террора. С другой стороны, имелись и негативные последствия: решения XX съезда повлекли за собой раскол в международном коммунистическом движении и, в частности, ухудшение отношений с таким важным партнёром как Китайская Народная Республика.
В 1957 году в стране была проведена крупная экономическая реформа, выразившаяся в смене отраслевого принципа организации управления народным хозяйством на территориально-производственный принцип. Почти все министерства были упразднены; руководство предприятиями и организациями передано совнархозам, образованным в экономических административных районах. Реформа была призвана децентрализовать управление народным хозяйством страны, однако на деле она снизила качество управления советской экономикой, и в итоге в 1965 году, после отставки Хрущёва, было решено вернуться к отраслевому принципу.
Некоторые мероприятия в аграрной сфере были непродуманными. Так, кукурузная кампания не учитывала климатических условий страны, урожаи кукурузы оказались намного ниже ожидаемых.
Быстрый экономический рост позволял направлять всё увеличивающуюся часть национального дохода на социальные нужды, повышение зарплат и пенсий. Так, с 1950 по 1958 годы реальные доходы рабочих и служащих выросли в 1,6 раза, в последующем они также увеличивались. При Хрущёве колхозники получили паспорта, а в 1964 году для колхозников были введены пенсии. Развитие промышленности строительных материалов позволило перевести строительство жилья на индустриальную основу, благодаря чему многократно расширились его масштабы.
Больших успехов достигла космическая программа СССР. В частности, 12 апреля 1961 года лётчик-космонавт СССР Юрий Алексеевич Гагарин совершил первый в мире полёт в космическое пространство.
Во внешней политике СССР был провозглашён курс на мирное сосуществование с капиталистическим миром; началось сближение с Югославией. В то же время в противовес Организации Североатлантического договора (НАТО) под эгидой СССР создана Организация Варшавского договора — военный союз, образованный в соответствии с Договором о дружбе, сотрудничестве и взаимной помощи, который был заключён в Варшаве в 1955 году.

### Оппозиция Хрущёву и приход к власти Брежнева
Безудержный реформизм Хрущёва, сомнительный по своей результативности, приводил несколько раз к попыткам отправить его в отставку. В 1957 году «антипартийная группа» (Г. М. Маленков, Л. М. Каганович, В. М. Молотов «и примкнувший к ним» Д. Т. Шепилов) попыталась сместить Хрущёва с должности первого секретаря ЦК. Однако им это не удалось. Более того, названные представители «антипартийной группы» были выведены из состава ЦК и сняты со всех государственных постов.
14 октября 1964 года Пленум ЦК КПСС, организованный в отсутствие Н. С. Хрущёва, находившегося на отдыхе в Пицунде, отстранил его от власти. Первым (с 1966 г. — генеральным) секретарём ЦК КПСС стал Л. И. Брежнев, председателем Совета министров — А. Н. Косыгин.

### Период «застоя»
Из-за наметившегося спада темпов роста экономики последовали попытки реформ, в ходе которых социалистический строй за два десятилетия достиг максимальной политической и экономической стабильности, был достигнут наивысший в истории СССР уровень жизни большинства населения, а доля СССР в мировом промышленном производстве к 1985 году достигла 20 %. Сущность экономической реформы 1965 года А. Н. Косыгина — Е. Г. Либермана заключалась в том, что был ослаблен диктат министерств и ведомств; предприятия получили свободу в выборе форм хозяйствования, деловых партнёров, в зарабатывании денег и их расходовании; вводился хозрасчёт. Началось строительство «самоуправляемой советской экономики». «Косыгинская реформа» ускорила развитие народного хозяйства в годы восьмой пятилетки (1966—1970). Это положительно отразилось и на жизни людей. В частности, произошёл отказ от системы оплаты труда колхозников по трудодням — с 1966 года они стали получать гарантированные ежемесячные зарплаты. В 1967 году шестидневная рабочая неделя была заменена на пятидневную с двумя выходными днями. Однако экономическая реформа 1965 года была проведена в виде «полумер»; по мнению ряда историков, её не позволило продолжить консервативное крыло КПСС по политическим причинам (из-за боязни либерализации общественного строя по аналогии с Пражской весной 1968 года). Как следствие, с конца 1960-х годов в экономике наметились признаки так называемого «застоя» — отказа от реформ и постепенного снижения темпов роста.
«Застоем» в политике стала несменяемость власти. Были отменены введённые в 1961 году указания о нормах сменяемости состава партийных органов. Бессменное пребывание у власти приводило к старению кадров, губительной «геронтократии».
В 1967 году в выступлении Л. И. Брежнева на праздновании 50-летия Октябрьской революции впервые прозвучал вывод о построении в СССР «развитого социалистического общества», оформившийся со временем в новую целостную идеологическую концепцию «развитого социализма».
В рамках Всесоюзных ударных строек по всей стране были возведены сотни крупнейших промышленных и энергетических объектов (ВАЗ, КАМАЗ, Атоммаш, Нурекская ГЭС, Саяно-Шушенская ГЭС и др.). Велась разработка крупных нефтяных и газовых месторождений Западной Сибири. Активно развивалась инфраструктура (создание Единой энергосистемы СССР, строительство БАМа, нефтепровода «Дружба» и так далее).
Осуществлялось масштабное жилищное строительство (около 100 млн м² в год) путём внедрения крупнопанельного домостроения на всей территории СССР, что во многом позволило решить важную социально-политическую задачу обеспечения массового перехода большинства семей от коммунальных к отдельным квартирам.
Советский Союз реализовывал самые крупные и передовые космические программы околоземных орбитальных полётов («Союз», «Салют», «Союз — Аполлон») и исследования планет Солнечной системы.
Были развёрнуты большие работы по механизации и электрификации сельского хозяйства, мелиорации и химизации почв. Однако значительной проблемой являлись огромные, до 30—40 %, потери урожая. Тем не менее к началу 1980-х годов производство в СССР сельскохозяйственной продукции по сравнению с дореволюционным уровнем выросло в 3—4 раза, производительность труда в сельском хозяйстве — в 10—11 раз.
Общественная производительность труда в агропромышленном комплексе СССР с учётом худших природных условий (по биоценозу в 2,9 раза, продолжительности стойлового содержания скота в 3,4 раза и т. д.), в сущности, не уступала американскому.
К концу 1960-х годов СССР достиг ядерного (военно-стратегического) паритета с Соединёнными Штатами Америки. Были достигнуты крупные результаты в нормализации отношений с Западом и США («разрядка международной напряжённости»). В августе 1975 года в Хельсинки была зафиксирована нерушимость границ в Европе. Также заключались международные соглашения, сдерживавшие гонку вооружений. Однако в конце 1970-х годов произошло обострение международных отношений. В 1979 году СССР ввёл войска в Афганистан. Помощь СССР развивающимся странам сдерживала развитие собственной экономики.
По оценкам Всемирного банка, финансирование образования в СССР в 1970 году составляло 7 % ВВП.
Эпоха развитого социализма также отмечена значительным повышением благосостояния народа. Реальные доходы в расчёте на душу населения в 1965—1975 годах выросли на 46 %, в 1976—1980 годах — ещё на 18 %, в 1981—1985 годах — на 10 %. По состоянию на 1985 год средняя калорийность питания в СССР составляла 3389 ккал (для сравнения: в США — 3652, ФРГ — 3567, Великобритании — 3316, Франции — 3156, Японии — 2916 ккал.). Расширялось приобретение советскими людьми бытовых товаров длительного пользования (холодильники, стиральные машины, радио- и видеоаппаратура, мебель). В 1970 году телевизоры имели 32 из каждых 100 семей, а в 1985 году — 90 семей из 100. Хоть и запоздало (по сравнению с западными странами), но всё же начался процесс массовой автомобилизации населения: если в 1970 году на каждые сто семей приходилось два легковых автомобиля, то в 1985 году — 15 легковых автомобилей.
В 1980 году в Москве состоялись XX Олимпийские игры.
10 ноября 1982 года умер Леонид Брежнев. Генеральным секретарём ЦК КПСС стал Ю. В. Андропов. При нём активизировалась борьба с коррупцией, нетрудовыми доходами, спекуляцией, шла кампания по наведению трудовой дисциплины на предприятиях. Планировалось проведение экономических реформ, начинает проводиться широкомасштабный экономический эксперимент по расширению прав предприятий. Однако 9 февраля 1984 года Андропов, страдавший неизлечимой болезнью почек, скончался. К власти пришёл К. У. Черненко, при котором андроповская кампания по наведению порядка в стране по сути была свёрнута. 10 марта 1985 года Черненко умер.

### Перестройка
В 1985 году страну возглавил Михаил Горбачёв, который инициировал большие, глубокие, неоднозначные перемены во всех сферах жизни советского общества.
На состоявшемся 23 апреля 1985 года пленуме ЦК КПСС Горбачёв заявил программу широких реформ под лозунгом «ускорения социально-экономического развития страны», то есть ускорения продвижения по социалистическому пути на основе эффективного использования достижений научно-технического прогресса, активизации человеческого фактора и изменения порядка планирования.
В 1985—1986 годах была произведена замена основной массы старых кадров брежневского призыва на новую команду управленцев. Именно тогда в руководство страны были введены А. Н. Яковлев, Е. К. Лигачёв, Н. И. Рыжков, Б. Н. Ельцин, А. И. Лукьянов и другие активные участники будущих событий. Николай Рыжков вспоминал: «В ноябре 82-го года меня — совершенно неожиданно — избрали секретарём ЦК, и Андропов ввёл меня в команду, готовившую реформы. Туда входили и Горбачёв, Долгих… Мы стали разбираться с экономикой, а с этого началась перестройка в 85-м году, где практически были использованы итоги того, что сделали в 83—84-х годах. Не пошли бы на это — было бы ещё хуже».
Состоявшийся в феврале—марте 1986 года XXVII съезд КПСС изменил программу партии: провозглашался курс на «совершенствование социализма» (а не «построение коммунизма», как ранее); предполагалось к 2000 году удвоить экономический потенциал СССР и предоставить каждой семье отдельную квартиру.
К концу 1986 — началу 1987 года горбачёвская команда пришла к выводу, что административными мерами ситуацию в стране не изменить, и предприняла попытку реформирования системы в духе демократического социализма. Данному шагу способствовали два удара по советской экономике в 1986 году: резкое падение цен на нефть и Чернобыльская катастрофа.
В 1987 году был провозглашён курс на демократический социализм, хозрасчёт, гласность, ускорение, перестройку и новое мышление. Параллельно в стране стартовала антиалкогольная кампания и очередной этап борьбы с коррупцией. Заводы, предприятия, колхозы и совхозы переходят на полный хозрасчёт, самофинансирование и самоокупаемость. В стране узаконивается негосударственное предпринимательство в форме кооперативов и совместных предприятий, мелкое частное предпринимательство. Регистрируются общественно-политические организации (в том числе и экстремистской направленности) и проводятся альтернативные выборы в местные Советы. Обостряется товарный дефицит и межнациональные противоречия (Чеченский конфликт, Осетино-ингушский конфликт).
В 1989 году в СССР начинается экономический кризис, рост экономики сменяется спадом. В обществе на фоне антикоммунистических революций в Восточной Европе распространяются аналогичные настроения (Забастовки шахтёров СССР в 1989 году). К 1989 году стало ясно, что реформы в рамках социализма провалились, начались первые разговоры о переходе к регулируемой рыночной экономике.
В 1989 году произошли первые свободные выборы народных депутатов СССР, а в 1990 — выборы народных депутатов РСФСР.

### Распад СССР
1988—1990 годы ознаменовались объявлением союзными республиками приоритета их законодательства над общесоюзным, что получило название «Парад суверенитетов».
Попытки реформирования советской системы привели к углублению кризиса в стране. На политической арене этот кризис выразился как противостояние Президента СССР Горбачёва и Президента РСФСР Ельцина. Ельцин активно пропагандировал лозунг о необходимости суверенитета РСФСР.
Распад СССР происходил на фоне начала общего экономического, внешнеполитического и демографического кризиса.
В 1988—1991 годах по всему СССР прокатилась волна межэтнических конфликтов: армяно-карабахский в Нагорном Карабахе и Сумгаите (1988) и в Баку (1989), между узбеками и турками-месхетинцами в Фергане (1989), грузино-абхазский в Сухуми (1989), грузино-осетинский в Цхинвале (1990). На территории СССР самым острым стал Карабахский конфликт. Начиная с 1988 года происходят массовые погромы как армян, так и азербайджанцев. В 1989 году Верховный Совет Армянской ССР объявил о присоединении Нагорного Карабаха, Азербайджанская ССР начала его блокаду. В апреле 1991 года между двумя советскими республиками фактически началась война.
4 февраля 1990 года состоялся самое массовое протестное мероприятие за всю историю советской власти. В центре Москвы демократическая оппозиция собрала до 300 тыс. человек. Главным требованием протестующих стала отмена шестой статьи Конституции СССР о руководящей роли КПСС. На митинге выступило около 30 человек: народные депутаты СССР, московские кандидаты в депутаты, представители общественности, в том числе: Юрий Афанасьев, Евгений Евтушенко, Тельман Гдлян, Галина Старовойтова, Глеб Якунин, Андрей Исаев, Олег Румянцев, Владимир Лысенко. Среди ораторов — будущий первый президент РФ Борис Ельцин. Выступавший на митинге Юрий Афанасьев провозгласил начало мирной революции: «Мы этот митинг должны рассматривать как митинг-приглашение к всесоюзному митингу 25 февраля… Мы должны потребовать проведения „круглого стола“… Да здравствует начавшаяся мирная, ненасильственная февральская 1990 года революция!».
На созванном после митинга расширенном пленуме ЦК КПСС Михаил Горбачёв заявил о необходимости изменений. 14 марта 1990 года в Конституцию были внесены соответствующие поправки — в СССР учредили должность президента, была отменена 6 статья конституции и разрешена многопартийность. Пост Президента СССР сменил пост Председателя президиума Верховного Совета СССР в качестве главы государства, оставив второму лишь функции руководителя законодательной власти страны, но не руководителя самого государства. На III Съезде народных депутатов СССР в марте 1990 Президентом СССР был избран М. С. Горбачёв.
В мае 1990 года началось создание первых политических партий, а Ельцин возглавил Верховный Совет РСФСР.
С середины 1990, после принятия в июне 1990 года Съездом народных депутатов РСФСР Декларации о российском суверенитете, Россия проводила независимую политику. Республиканские Конституция и законы получили приоритет над союзными. 24 октября 1990 года российские органы власти получили право приостанавливать действие союзных актов, нарушавших суверенитет РСФСР. Все решения органов власти СССР, касающиеся РСФСР, теперь могли вступать в действие только после их ратификации Верховным Советом РСФСР.
Несогласованность действий союзного и российского центров власти привела к непредсказуемым последствиям. Осенью 1990 года общественно-политические настроения населения стали более радикальными, что было во многом обусловлено нехваткой продовольственных и других товаров, в том числе табака, что провоцировало «табачные» бунты (только в столице их было зафиксировано более ста). В сентябре страну потряс хлебный кризис. Многие граждане усматривали в этих трудностях искусственный характер, обвиняя власти в целенаправленном саботаже.
7 ноября 1990 года, во время праздничной демонстрации на Красной площади, Горбачёв едва не стал жертвой покушения: в него дважды стреляли, но промахнулись. После этого случая курс Горбачёва заметно «поправел»: президент СССР внёс в Верховный Совет предложения, направленные на укрепление исполнительной власти («8 пунктов Горбачёва»). В декабре 1990 года Президент СССР Горбачёв поручил председателю КГБ Владимиру Крючкову подготовить проект постановления о введении чрезвычайного положения в СССР. В начале января 1991 года была введена, по сути дела, форма президентского правления.
В январе 1991 года на территорию Литвы для восстановления действия конституции СССР были введены войска. В Вильнюсе в ночь с 12 на 13 января 1991 года при попытке захвата телевизионного центра произошло столкновение между населением и подразделениями армии и МВД. Дошло до кровопролития: 14 человек погибли, ещё 140 — были ранены. Пять человек погибли в Риге при аналогичных столкновениях. Российские демократические силы отреагировали на случившееся болезненно, усилив критику в адрес союзного руководства и силовых ведомств.
26—27 января 1991 года в Харькове состоялась конференция 46 партий и политических движений из 10 союзных республик. Среди них была и «Демократическая Россия». Конференции приняла решение учредить Конгресс демократических сил суверенных республик и призвала своих сторонников дать на референдуме отрицательный ответ на вопрос о сохранении обновлённого СССР. Основными целями конгресса объявлены «консолидация усилий демократических сил для мирной ликвидации тоталитарного режима, создание суверенных демократических государств, демонтаж имперских, унитарных структур в цивилизованной форме». Одновременно было выдвинуто требование отставки союзного руководства и передачи власти Совету Федерации. Главным средством достижения этих целей должна была стать кампания «гражданского неповиновения».
В феврале 1991 года в Москве прошли массовые демонстрации демократической оппозиции. Манифестации с антикоммунистическими и антигорбачёвскими лозунгами происходили в феврале в Москве почти ежедневно, и число участников этих манифестаций увеличивалось. 19 февраля 1991 года, выступая по телевидению, Ельцин потребовал отставки Президента СССР Горбачёва, а ещё спустя несколько дней призвал своих сторонников «объявить войну руководству страны». Шаги Ельцина осудили даже многие соратники. Так, 21 февраля 1991 года на сессии Верховного Совета РСФСР шесть членов его Президиума потребовали отставки Ельцина.
В марте 1991 года собрался III внеочередной Съезд народных депутатов РСФСР. На нём российское руководство должно было отчитаться о проделанной работе, но на фоне ввода союзными властями войск в Москву накануне открытия Съезда это мероприятие превратилось в площадку для осуждения действий Горбачёва. Ельцин и те, кто его поддерживал, максимально использовали свой шанс и обвинили союзное правительство в давлении на Съезд, призвав «прогрессивно мыслящих» членов КПСС в коалицию. Возможность такой коалиции проиллюстрировал демарш А. В. Руцкого, который заявил об образовании фракции «Коммунисты — за демократию» и выразил готовность поддержать Ельцина. Коммунисты на Съезде раскололись. В итоге III Съезд наделил Ельцина дополнительными полномочиями, существенно укрепив его позиции в руководстве РСФСР.
15 марта 1991-го года началась Всесоюзная забастовка шахтёров. Её начали горняки Кузбасса, а в тот день к ним присоединились шахтёры более 200 шахт различных угольных бассейнов страны. По данным Независимого профсоюза горняков, число бастующих предприятий достигло 217 — более трети от общего количества. Численность самих бастующих превысила четверть миллиона человек. Горняки выдвинули политические требования: отставка Президента СССР М. Горбачёва и Кабинета Министров СССР, отстранения КПСС от власти, передачи власти Совету Федерации, поддержка Ельцина, Верховного совета РСФСР и дальнейших реформ. Глава советского правительства В. Павлов назвал шахтёрскую забастовку провокацией, которую организовали американские спецслужбы для крушения коммунистического строя. Общесоюзная забастовка шахтёров и рабочих других отраслей продолжалась до мая.
К весне 1991 года стало очевидным — руководство СССР потеряли контроль над происходящим в стране. Общесоюзные и республиканские власти продолжали бороться за разграничение полномочий между Центром и республиками — каждые в свою пользу. В январе 1991 года Горбачёв, стремясь сохранить СССР, инициировал всесоюзный референдум 17 марта 1991 года. Всего на общесоюзный референдум 17 марта 1991 года пришли 80 % граждан, имеющих право принимать в нём участие. Из них 76,4 % ответили на вопрос референдума положительно, 21,7 % — отрицательно. В РСФСР 71,3 % проголосовавших высказались за сохранение Союза в формулировке, предложенной Горбачёвым, и почти столько же — 70 % — поддержали введение должности президента России. IV Съезд народных депутатов РСФСР, прошедший в мае 1991 года, принял решение о выборах президента в сжатые сроки. Выборы состоялись 12 июня того же года. 57,3 % избирателей отдали свои голоса в пользу кандидатуры Б. Н. Ельцина. За ним шёл Н. И. Рыжков с 16,8 %, а на третьем месте был В. В. Жириновский с 7,8 %. Ельцин стал всенародно избранным президентом России, и это упрочило его авторитет и популярность в народе. Горбачёв, в свою очередь, терял и то, и другое, подвергаясь критике и «справа», и «слева».
По итогам референдума президент СССР предпринял новую попытку возобновить разработку союзного договора. Первый этап переговоров Горбачёва с лидерами союзных республик в резиденции в Ново-Огарёво проходил с 23 апреля по 23 июля 1991 года.
Предпринятая Государственным комитетом по чрезвычайному положению (ГКЧП) 18 августа 1991 года попытка остановить распад СССР, объявив чрезвычайное положение в Москве и ряде регионов и не допустить подписания договора о Союзе суверенных государств стала прелюдией к свержению власти КПСС и распаду СССР. В Москву 19 августа были введены войска и танки. Руководство РСФСР во главе с Президентом РСФСР Ельциным призвало граждан России к сопротивлению ГКЧП и всеобщей политической забастовке. 20-е августа прошло в манёврах: каждая сторона стремилась Мобилизовать себе максимальную поддержку в регионах и в силовых структурах. Одновременно шло пропагандистское сражение. В ночь на 21-е августа у ГКЧП, оставался последний шанс — штурмом захватить «Белый дом» и подавить сопротивление сторонников российского президента. Была сформирована ударная группа из трёх танковых рот, войск МВД, десантных частей и спецназа КГБ, утверждён план операции. Первыми должны были выступить танки. Планировалось, что они сделают несколько выстрелов в сторону Дома Советов и проделают бреши в баррикадах. Силами внутренних войск и спецназа КГБ «Альфа» используя тактику «клином» планировалось ворваться на территорию Белого Дома. Непосредственно бойцы «Альфы» провели бы арест ельцинского руководства. Но письменного решения о проведении операции издано не было. Боевые подразделения заняли позиции и прождали до утра, но приказ на штурм так и не поступил. Члены ГКЧП не решились отдать письменный приказ на штурм, карательная операции провалилась. Военные отказались выполнять приказы ГКЧП, утром 21-го августа начался вывод войск из Москвы в места постоянной дислокации. Главари ГКЧП вылетели в Крым к интернированному там Горбачёву. Вечером их арестовали, Горбачёв был возвращён в Москву.
22 августа 1991 года члены ГКЧП были арестованы, а руководство РСФСР, президент Ельцин и Верховный Совет РСФСР одерживают победу.
После поражения ГКЧП союзный центр в лице Президента СССР Горбачёва начал стремительно терять власть. С конца августа начался демонтаж союзных политических и государственных структур. В конце августа — начале сентября 1991 года Президент СССР М. С. Горбачёв утрачивает почти все рычаги исполнительной власти, теряет контроль над экономикой, радио и телевидением, правительственной связью. После путча власть Президента СССР стала во многом иллюзорной, политическая инициатива теперь полностью находилась в руках Ельцина, сделавшего ставку на ликвидацию союзного центра в лице Горбачёва. В августе — сентябре 1991 года начался «парад независимостей» союзных республик. Независимость объявили Украина, Белоруссия, Молдавия, Грузия, Азербайджан, Узбекистан, Киргизия, Таджикистан, Армения (то есть почти все республики СССР, кроме РСФСР, Казахстана и Туркменистана).
В конце августа 1991 года деятельность КПСС, КП РСФСР и их органов была приостановлена, а затем запрещена, конфискуется их собственность, закрываются многие газеты. 24 августа 1991 года Горбачёв сложил с себя полномочия Генсека ЦК КПСС и предложил ЦК самороспуститься.
25 августа указом Горбачёва был распущен Кабинет Министров СССР. Вместо него создан Комитет оперативного управления народным хозяйством, который возглавил российский премьер И. С. Силаев. Создание Комитета и назначение его руководства обозначили ещё одну важную послеавгустовскую тенденцию — перевод союзных структур под управление российских органов власти. Тем самым преодолевалось «двоевластие», существовавшее на территории республики более года.
В начале сентября 1991 года был созван Внеочередной V Съезд народных депутатов СССР, который провозгласил, что прежний Союз ССР больше не существует, а вместо него будет новое объединение — Союз Суверенных Государств.

5 сентября 1991 года на V Съезде народных депутатов СССР был принят Закон «Об органах государственной власти и управления Союза ССР в переходный период», согласно которому Съезд народных депутатов СССР и Верховный Совет СССР были распущены. Должность Председателя Верховного Совета СССР и Президиум Верховного Совета СССР были упразднены. Был упразднён Кабинет Министров СССР. Вместо них были созданы временные межреспубликанские органы управления, не обладавшие реальной властью (Верховный Совет СССР нового состава, Госсовет, МЭК).
В середине октября российский парламент принял постановление, согласно которому решения союзных органов власти (в том числе возглавляемого Горбачёвым Государственного Совета) для органов власти республики носили лишь рекомендательный характер. Ельцин подписал аналогичный указ о постановлениях Госплана.
В сентябре-ноябре 1991 года предпринимались попытки остановить политический и экономический распад СССР, подписать новый союзный договор, но они оказались безуспешными. В условиях стремительного демонтажа центральной власти М. С. Горбачёв сделал ставку на возобновление работы над Союзным договором, однако в силу диаметрально противоположных целей участников переговоров они закончились ничем. К декабрю 1991 года союзные структуры были либо упразднены, либо перешли под юрисдикцию РСФСР, либо были дезорганизованы.
В конце октября 1991 года Россия полностью прекратила перечислять налоги в союзный бюджет. С 1 ноября 1991 года Советский Союз был финансовым банкротом. 4 ноября 1991 года Ельцин выпустил указ, что российский бюджет и российский Центральный банк берут на себя полностью финансирование всего союзного бюджета и всех союзных органов.
6 ноября 1991, Указом Президента РСФСР Бориса Ельцина деятельность КПСС и Коммунистической партии РСФСР на территории РСФСР была запрещена.
14 ноября Госсовет принял Постановление ГС-13 «Об упразднении министерств и других центральных органов Государственн‌ого Управления СССР», по нему с 1 декабря 1991 года ликвидации подлежали 70 министерств и ведомств СССР. При этом уволены будут 36 тысяч человек.
27 ноября 1991 года опубликован Указ Президента РСФСР Б. Н. Ельцина «О реорганизации центральных органов государственного управления РСФСР», по которому свыше 70 союзных министерств и ведомств переводятся под российскую юрисдикцию. До конца 1991 г. под юрисдикцию России перешли органы гражданской и военной прокуратуры, Министерство финансов и Госплан СССР.
8 декабря президенты России, Украины и Председатель Верховного Совета Белоруссии подписали Соглашение о создании Содружества Независимых Государств (Беловежское соглашение), в котором три республики, констатировали, «что Союз ССР как субъект международного права и геополитическая реальность прекращает своё существование».
Президент СССР Михаил Горбачёв 9 декабря выступил с заявлением, в котором назвал принятие Соглашения о создании СНГ «скоропалительным», поскольку «судьба многонационального государства не может быть определена волей руководителей трёх республик». По мнению президента СССР, распустить Советский Союз имел право только Съезд народных депутатов. В свою очередь Комитет конституционного контроля СССР принял заявление о юридической необоснованности подписанного в Вискулях соглашения.
10 декабря Госсекретарь России Геннадий Бурбулис заявил на встрече с российскими депутатами: «Процесс прекращения деятельности союзных органов начался и без минских соглашений. Сейчас вопрос стоит о Министерствах обороны, путей сообщения, связи, среднего машиностроения, МЭКе, ВС СССР, Президенте СССР».
11 декабря госсекретарь РСФСР Бурбулис попросил Президента СССР Горбачёва освободить Кремль.
12 декабря 1991 года Верховный Совет РСФСР ратифицировал Беловежское соглашение и денонсировал Союзный договор 1922 года. 12 декабря 1991 г. в 13 ч. 28 мин. Советская Россия вышла из состава Советского Союза
в момент голосования народных депутатов РСФСР за Постановление о денонсации Союзного договора 1922 года об образовании СССР.
15 декабря Ельцин предупредил Президента СССР Горбачёва о том, что аппарат Президента Российской Федерации и сам Президент России будут работать в Кремле и что поэтому он, Горбачёв, должен оставить Кремль. Это был ультиматум.
16 декабря 1991 года Верховный Совет РСФСР принял постановление, по которому все имущество союзного парламента, включая Кремль, перешло в собственность парламента России.
16 декабря 1991 года последняя республика СССР — Казахстан — провозгласила свою независимость.
18 и 19 декабря, опираясь на ратификацию Беловежских Соглашений Президент РСФСР Ельцин своими указами упразднил почти все оставшиеся исполнительные органы власти СССР: МИД СССР, МВД СССР, Центральную службу разведки, Межреспубликанскую службу безопасности, Комитет по оперативному управлению народным хозяйством.
19 декабря стало известно о подготовке Указа Президента РСФСР Б. Ельцина о переходе имущества Аппарата Президента СССР и Межгосударственного экономического комитета в распоряжение российских властей в связи с прекращением деятельности органов бывшего Союза ССР на территории Российской Федерации. Так же согласно этому указу надлежало передать на баланс Государственного комитета РСФСР по управлению государственным имуществом по согласованию с Администрацией Президента РСФСР здания, сооружения, предприятия, организации и учреждения, финансовые средства остальных органов бывшего Союза ССР на всей территории Российской Федерации. Таким образом, происходила передача всего союзного имущества и союзных органов власти в ведение республиканского руководства России.
21 декабря в Алма-Ате к СНГ присоединилось ещё 8 бывших союзных республик СССР. Была подписана Алма-Атинская декларация и протокол об образовании СНГ. (От участия в СНГ уклонились республики Прибалтики и Грузия). Главы одиннадцати бывших союзных республик объявили о прекращении существования Союза Советских Социалистических Республик. На Алма-Атинской встрече главами одиннадцати бывших союзных республик был упразднён пост Президента СССР. Лидеры республик, образовавших СНГ, уведомляли Горбачёва о прекращении существования Советского Союза и института президентства СССР.
23 декабря в течение всего дня шли переговоры М. С. Горбачёва и Президента России Б. Н. Ельцина о порядке и характере завершения деятельности союзных органов. После встречи Горбачёва и Ельцина, вышло их совместное распоряжение, согласно которому деятельность аппарата президента СССР прекращалась.
На следующий день Горбачёв провёл заключительную встречу со своим аппаратом.
24 декабря 1991 года было прекращено членство СССР в Организации Объединённых Наций — место СССР заняла РСФСР (Российская Федерация), к которой также перешли права постоянного члена Совета Безопасности ООН.
25 декабря 1991 года в 19 часов 38 минут Президент СССР М. С. Горбачёв ушёл в отставку. Над Сенатским дворцом Московского Кремля произошла символическая смена флага СССР на российский триколор.
В тот же день Верховный Совет РСФСР принял закон об изменении названия республики, которым переименовал государство РСФСР в Российскую Федерацию (Россию).
Вечером 25 декабря президент США Дж. Буш объявил об официальном признании Соединёнными Штатами независимости России, а также Украины, Беларуси, Армении, Казахстана и Кыргызстана.
26 декабря 1991 года Верховный Совет СССР провёл своё последнее заседание в здании Кремля, над которым уже не развевался красный советский флаг. Верховный Совет СССР в ходе последнего заседания принял декларацию об упразднении СССР и самораспустился.
По данным пресс-службы российского правительства на 26 декабря 1991 года, к этому дню Российскую Федерацию в качестве независимого государства признали 40 стран, в том числе 12 государств — членов Европейского сообщества, Китай, Куба, Пакистан, Швеция, 3 бывшие союзные республики — Казахстан, Армения и Литва.
27 декабря 1991 года Верховный Совет Российской Федерации постановил со 2 января 1992 года прекратить депутатскую деятельность народных депутатов СССР на территории Российской Федерации, на следующий день Президиум Верховного Совета РФ принял постановление об упразднении Верховного суда СССР, Высшего арбитражного суда СССР и Прокуратуры СССР.
В итоге к концу 1991 года вместо СССР образовались новые государства — Россия, а также Украина, Беларусь, Казахстан и другие независимые республики. В ставшей независимой России (Российской Федерации), объявившей себя правопреемником СССР на международной арене, с конца 1991 года начались демократические преобразования и либеральные рыночные реформы.